# Art africain traditionnel

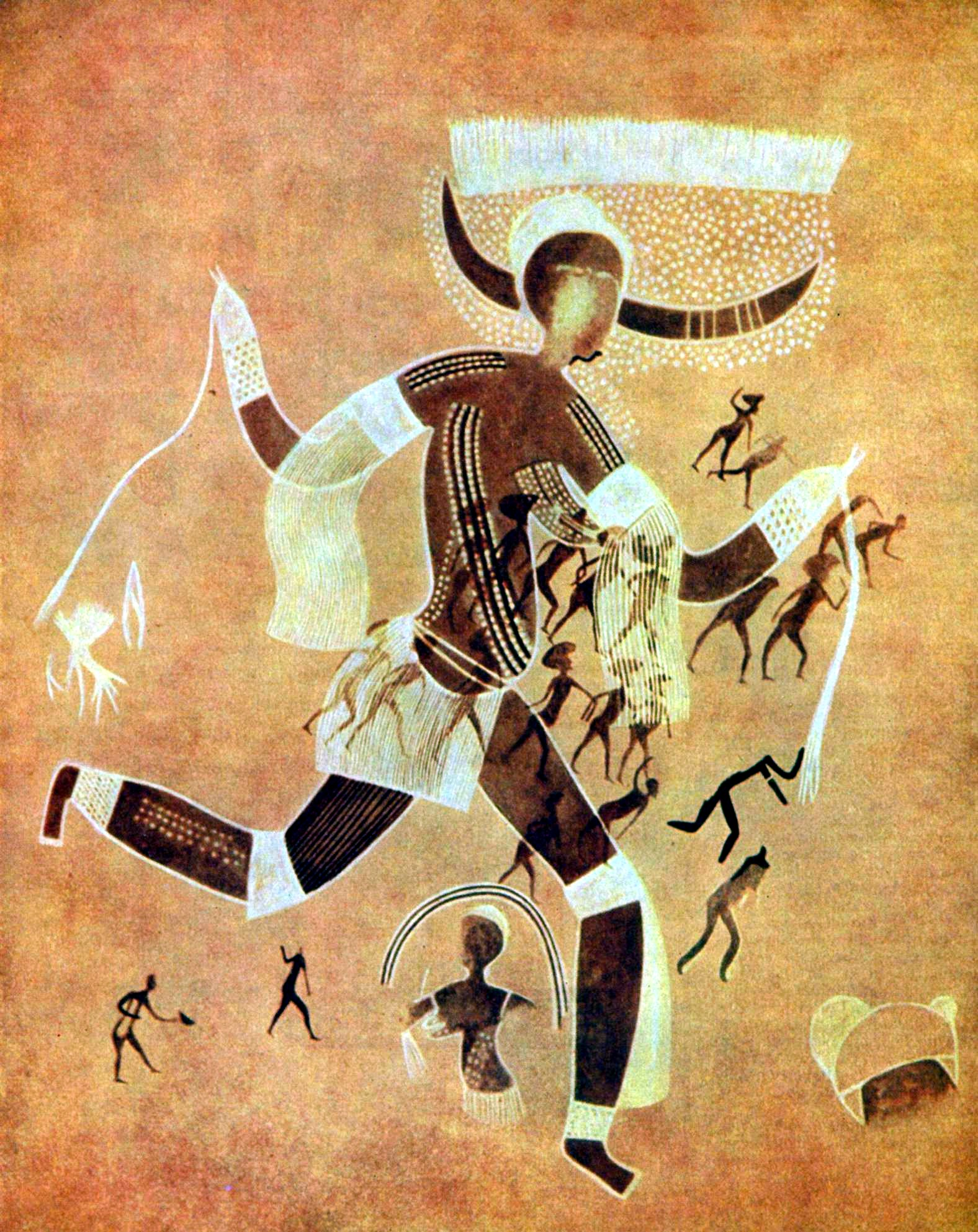
« Dame blanche » (vers 4000 AEC) peinture rupestre. Culture des « Têtes Rondes ». Ocre rouge, et blanc,. Aouanrhet. Tassili n'Ajjer, Algérie. Copie, Musée de l'Homme

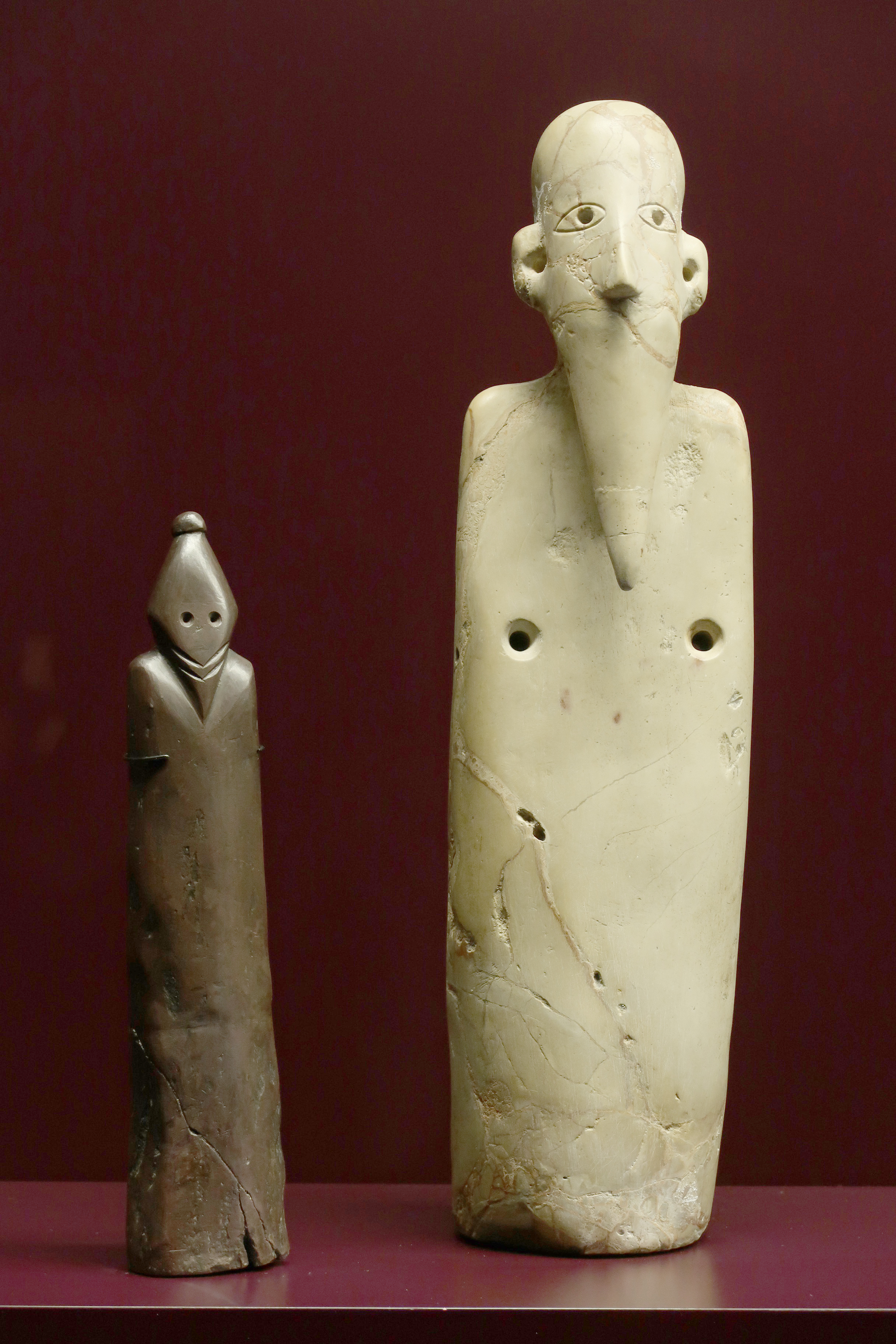
Statues d' "hommes barbus" (?). Culture de Nagada, 3800-3100 AEC. Égypte antique. Schiste et brèche, H. 50 et 31.4 cm. Musée des Confluences

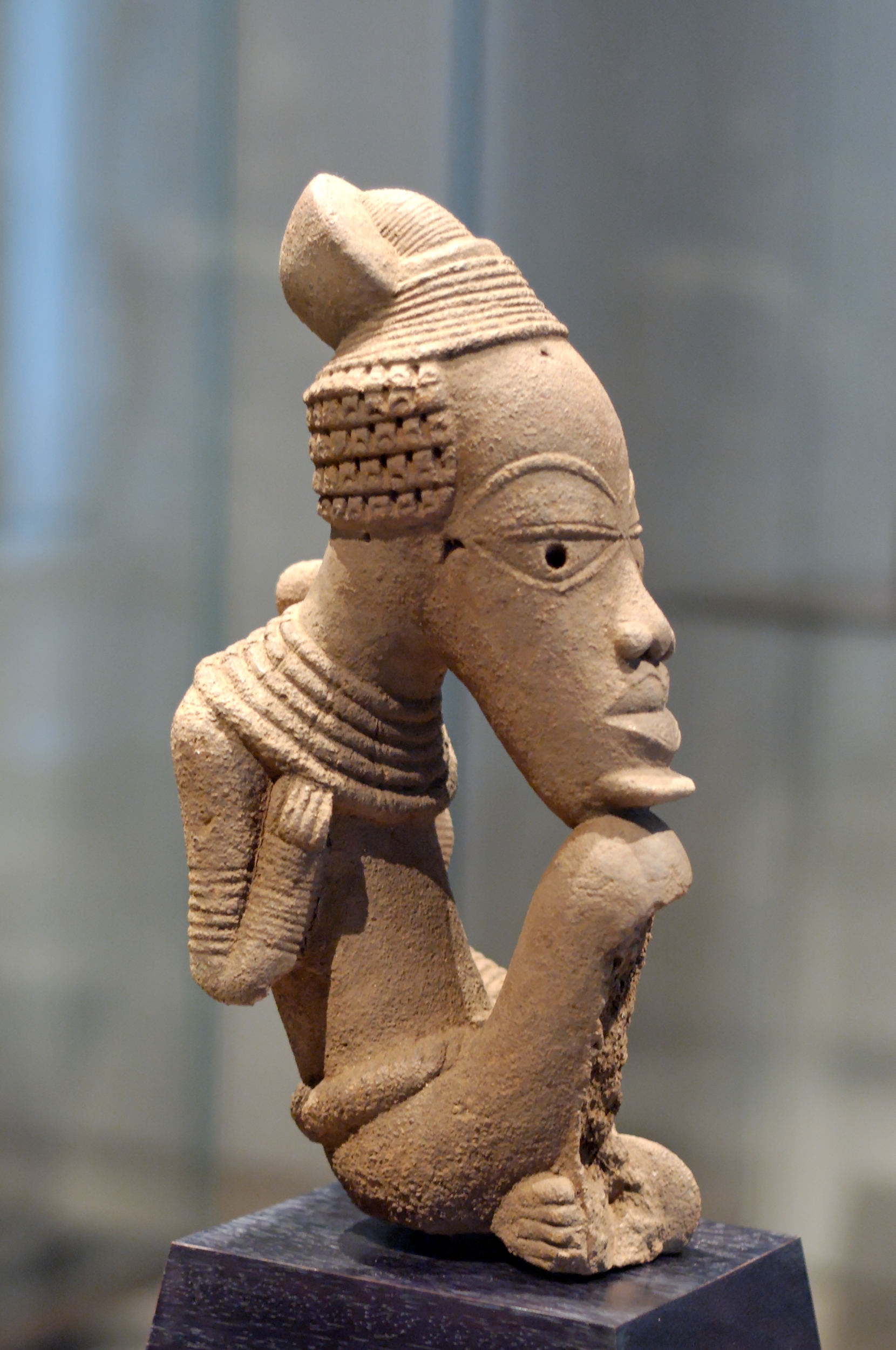
Personnage reposant son menton sur son genou. Terre cuite, H. 38 cm. Art Nok (500 AEC- 500 EC). Nigeria. Pavillon des Sessions, Louvre

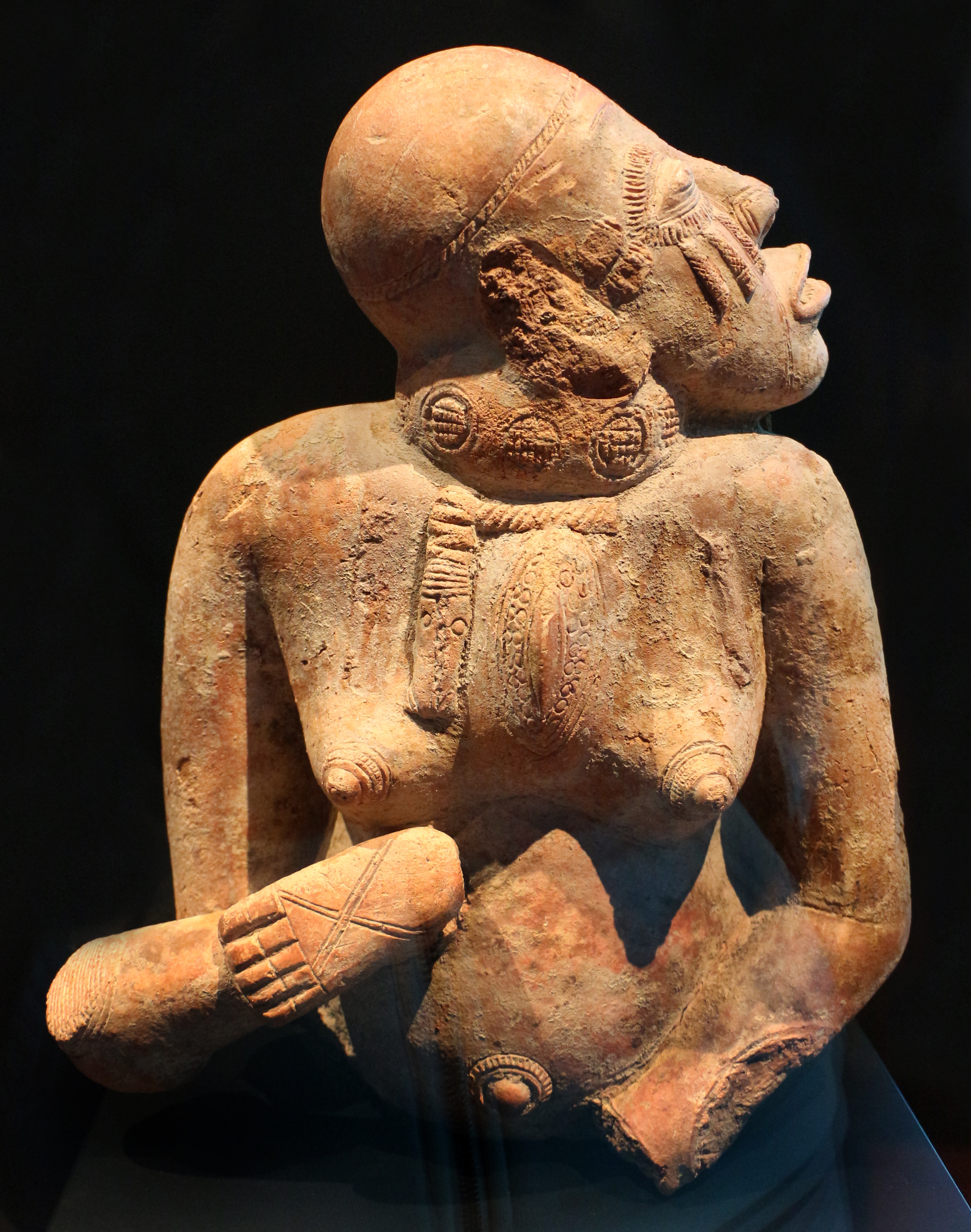
Statuette de femme. Culture archéologique de Djenné, Mali, entre le. Terre cuite, H. 37.5 cm. Musée du quai Branly

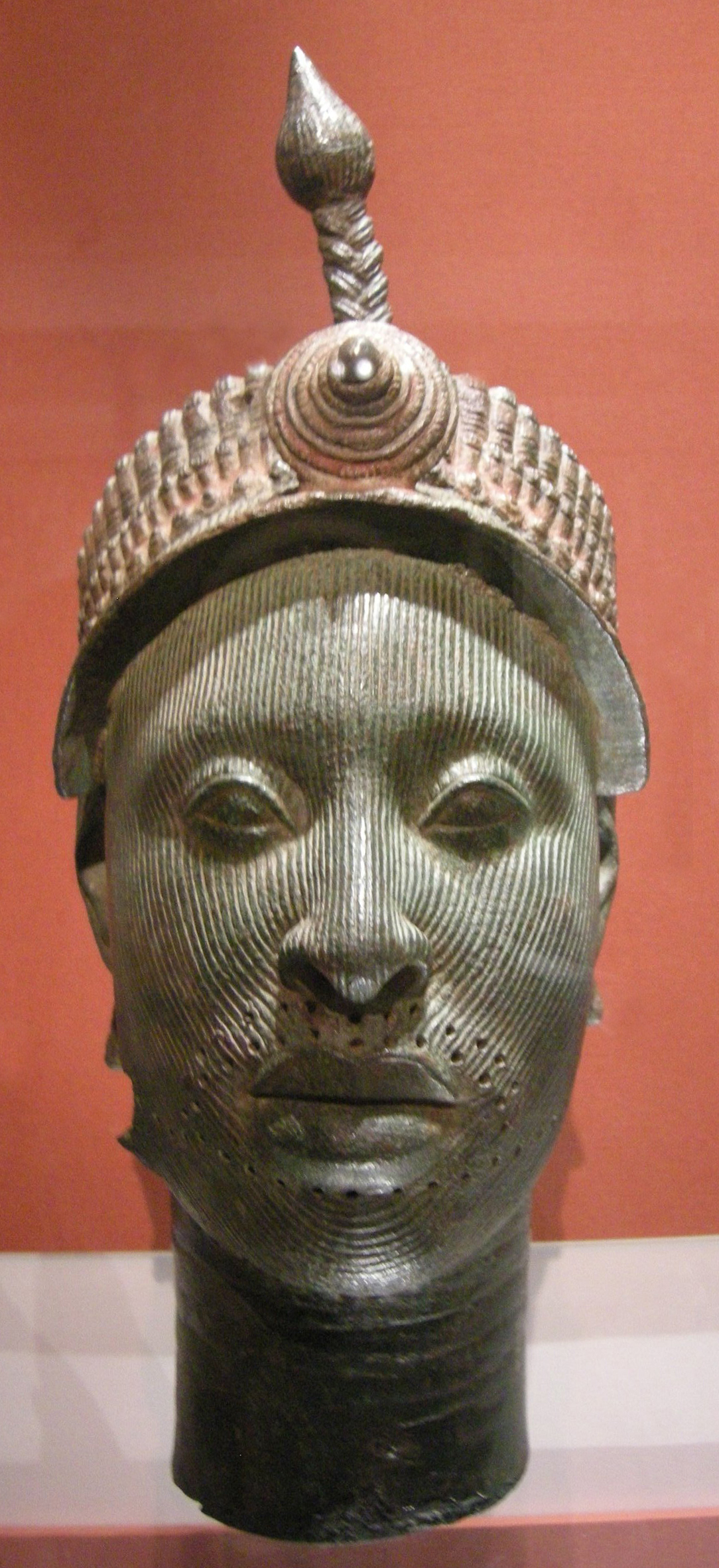
Portrait. Art Yoruba (peuple),. Ife, Nigéria. Bronze, H. 35 cm. British Museum.

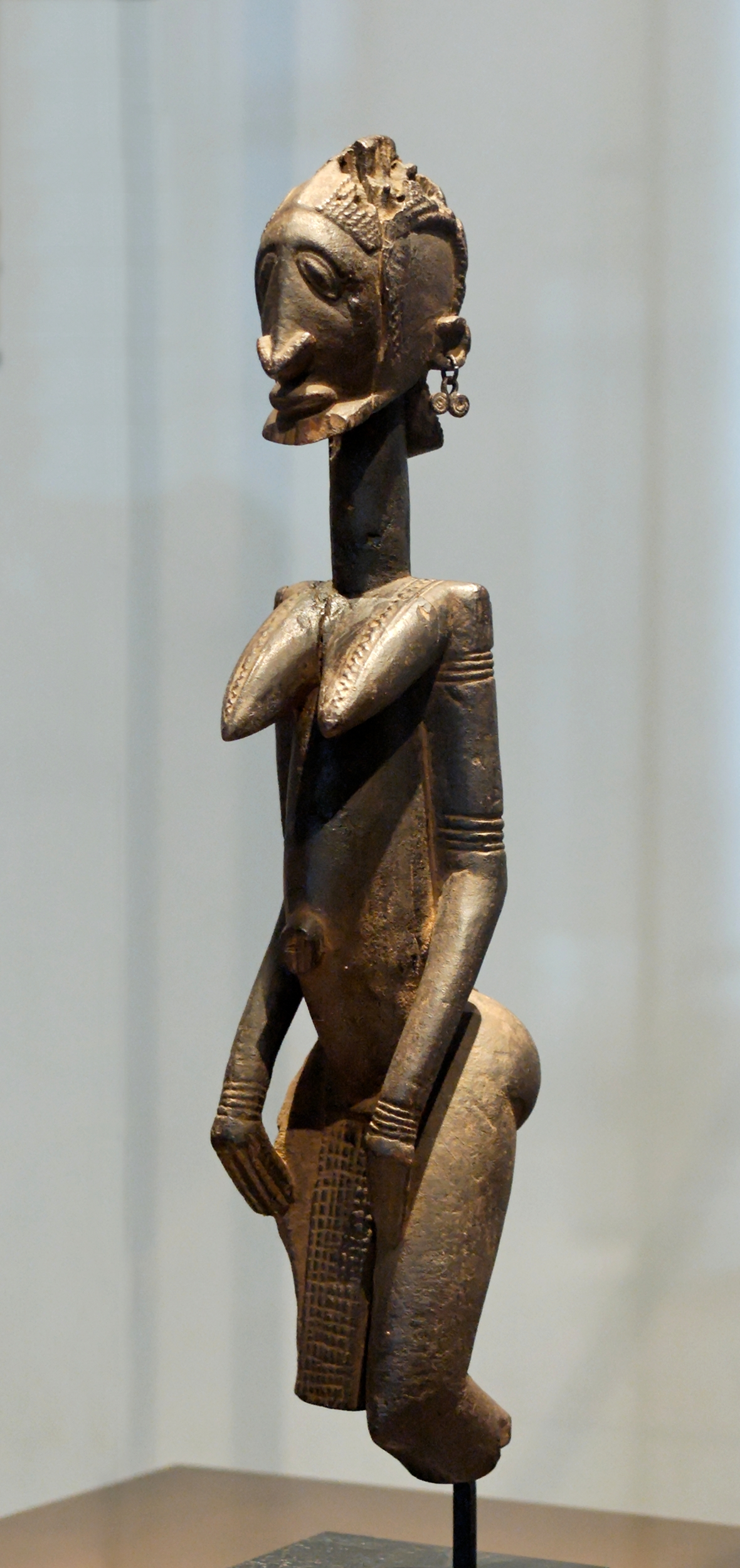
Figure d'ancêtre Dogon (peuple). Maître des Yeux Obliques. Bois, H. 59 cm. Mali. Pavillon des Sessions, Louvre

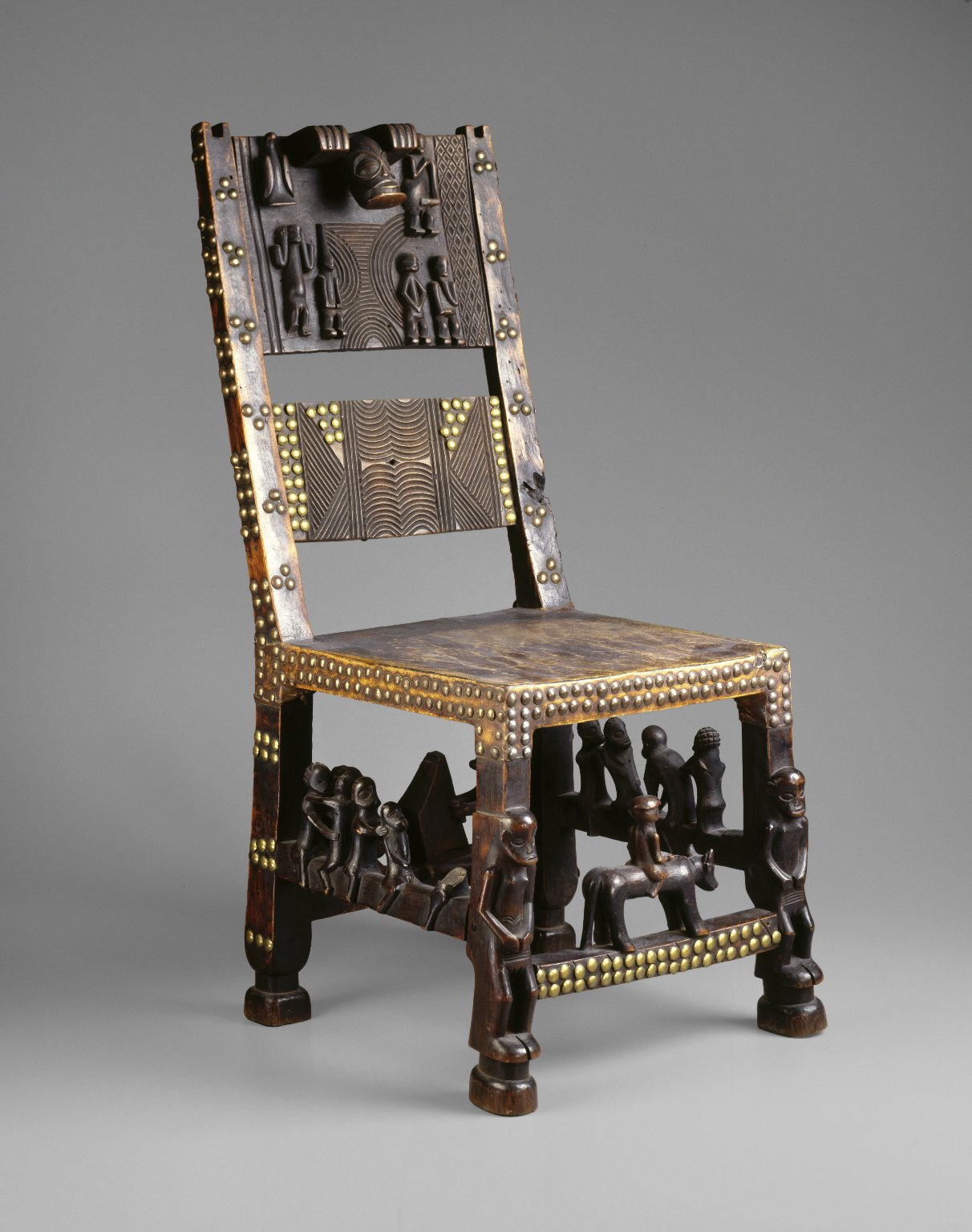
Chaise de chef Tshokwé (peuple). XIXe siècle. Bois dur patiné, cuir, clous de laiton. H 68 cm. Musée de Brooklyn

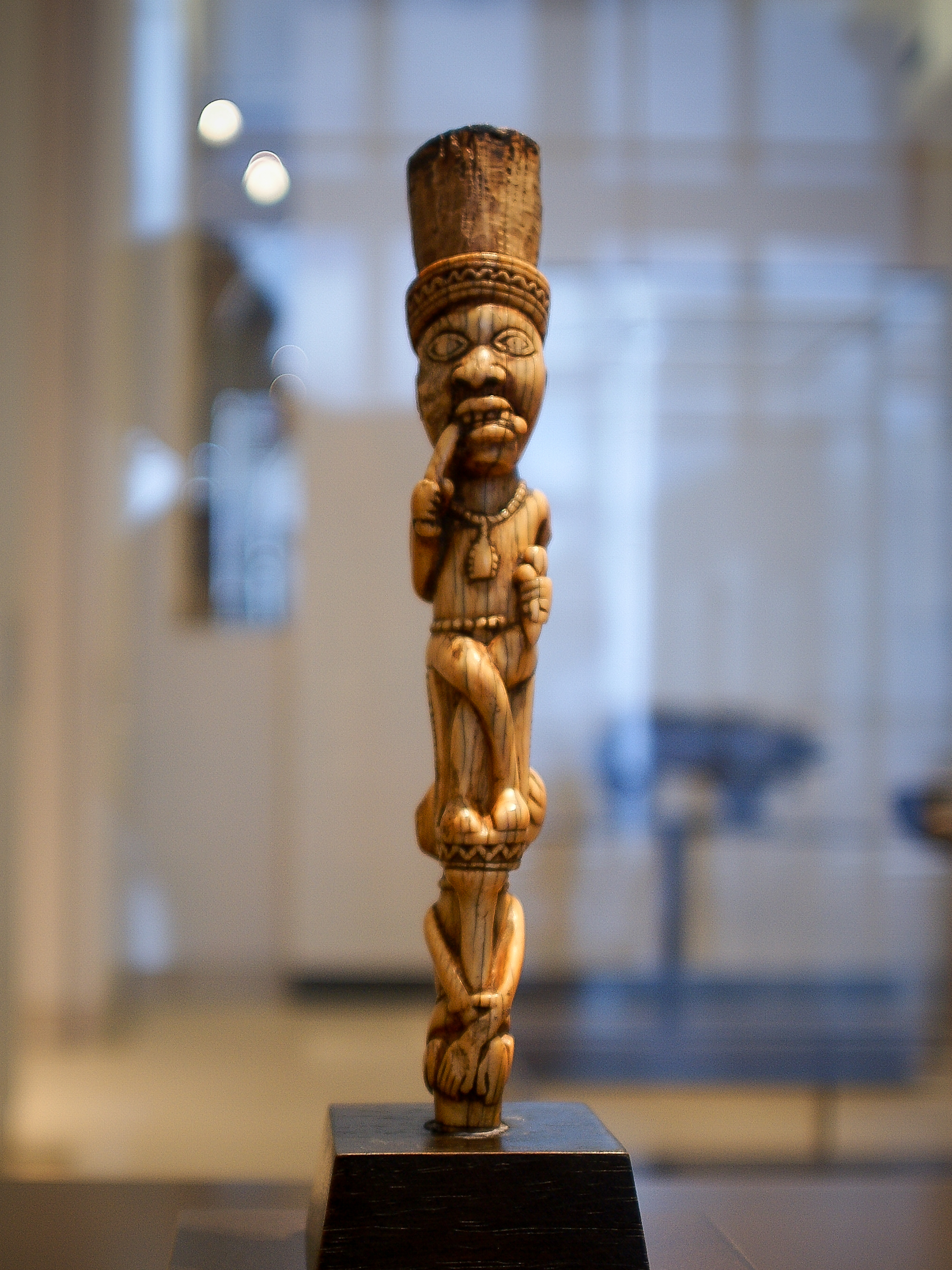
Sommet de sceptre, ivoire. Yombé (peuple), XIXe siècle. Kongo central RDC. Pavillon des Sessions, Louvre

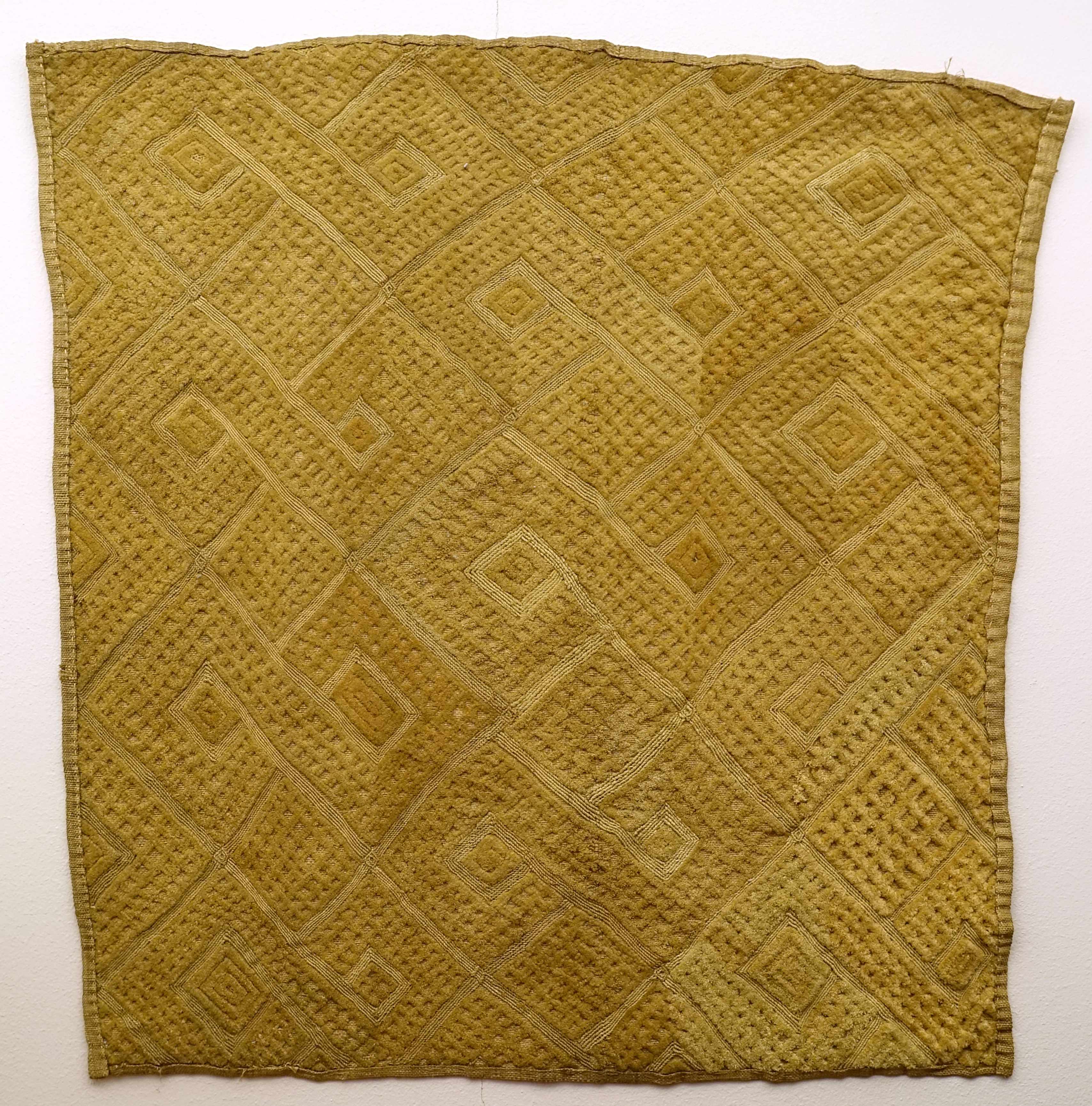
Tapis kuba, velours de raphia. Bushong (peuple) de Mushenge, Kasaï-Occidental, RDC.
Linden-Museum, Stuttgart

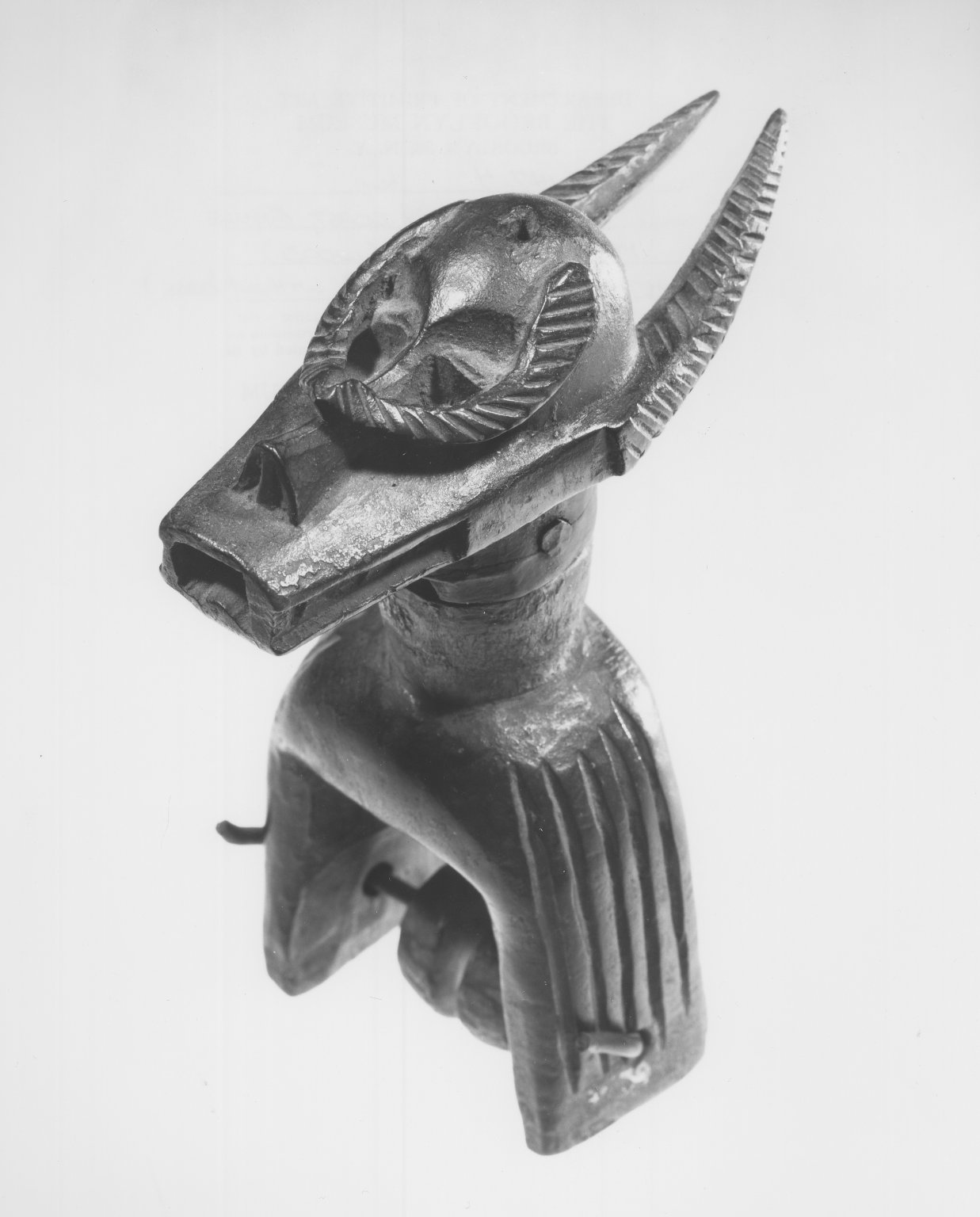
Poulie à tête de bovin. Baoulé (peuple). Bois. Fin. Musée de Brooklyn

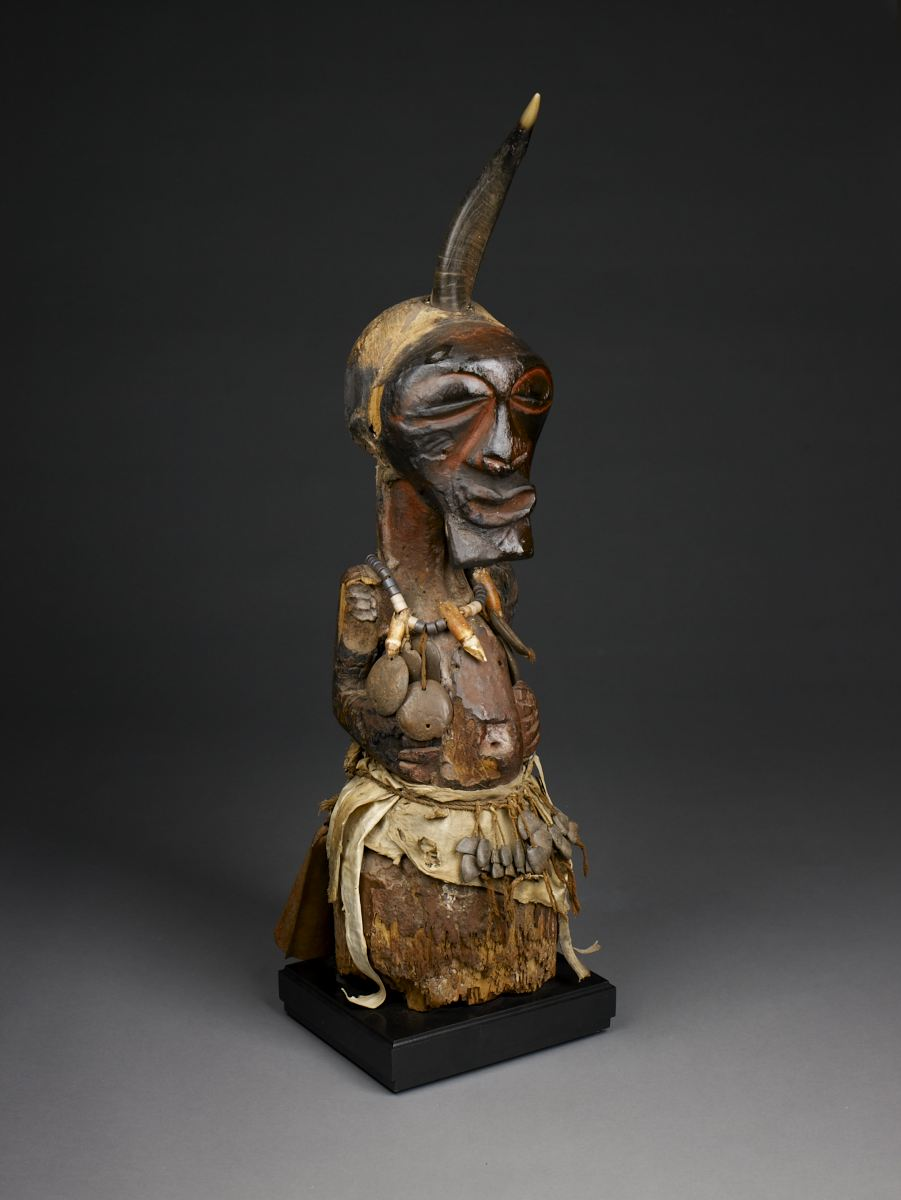
Figure de pouvoir Nkisi. Songye (peuple), début XXe siècle. Bois, peau, corne, métal, fibre, verre, perles. H. 89 cm. Lubao, RDC.
Musée de Birmingham

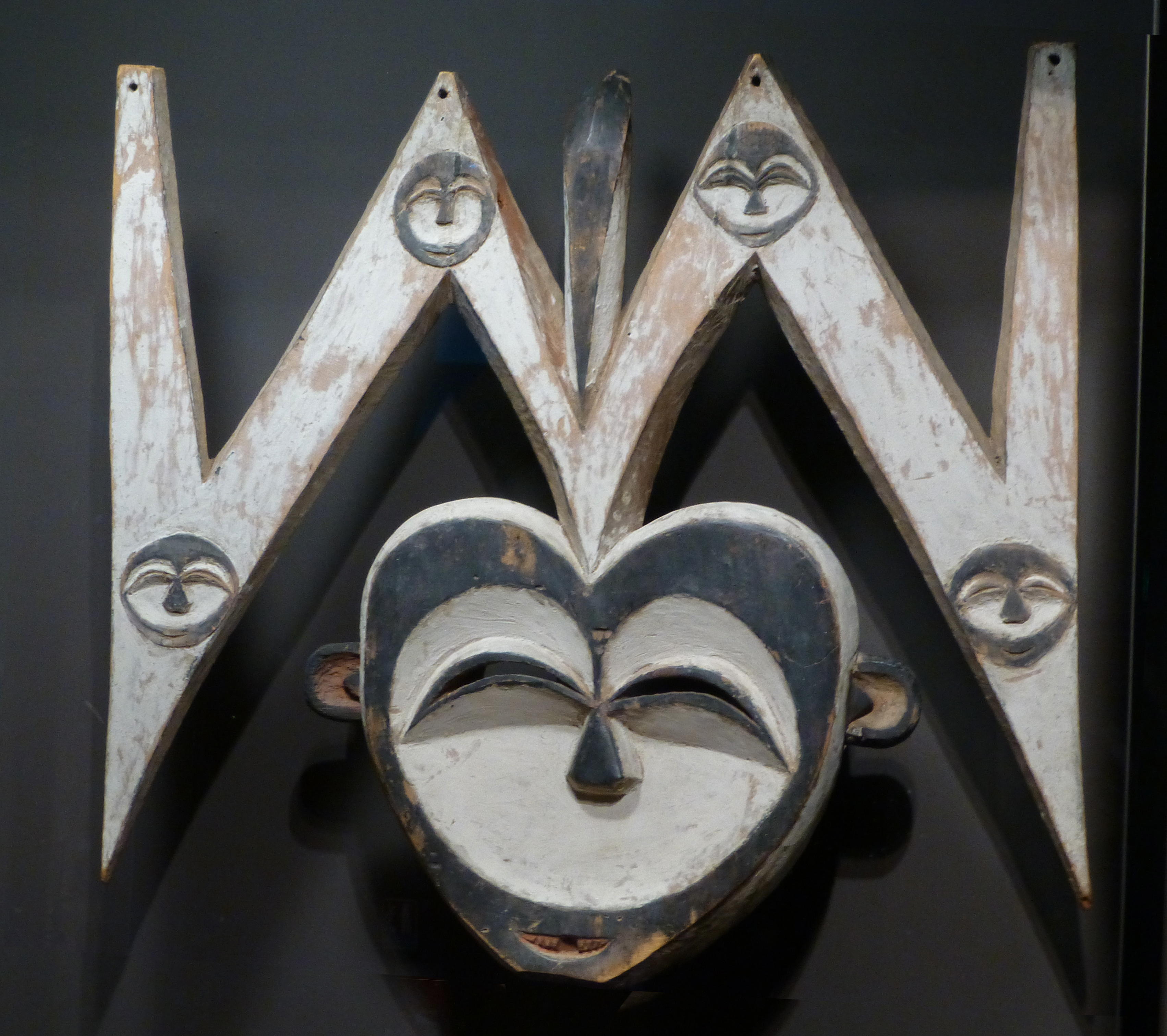
Masque Kwele (peuple), début XXe siècle. Gabon. Pigments sur bois, H. 63 cm no 379. Muséum de La Rochelle.

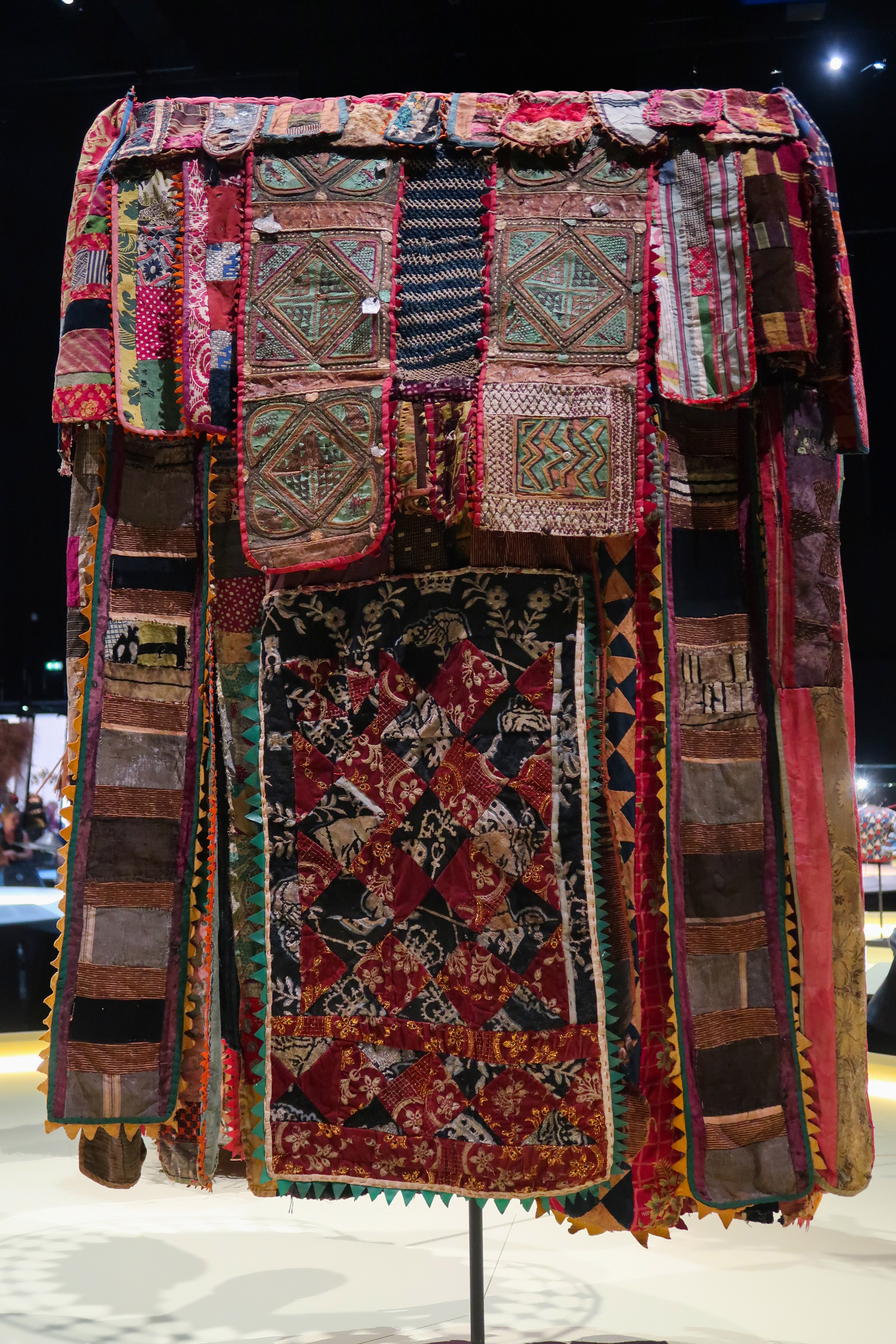
Masque-costume egungun. XXe siècle. Nigeria, État d'Oyo. Population yoruba. Textile, bois, métal, plastique. H. 120 cm env. Musée des Confluences

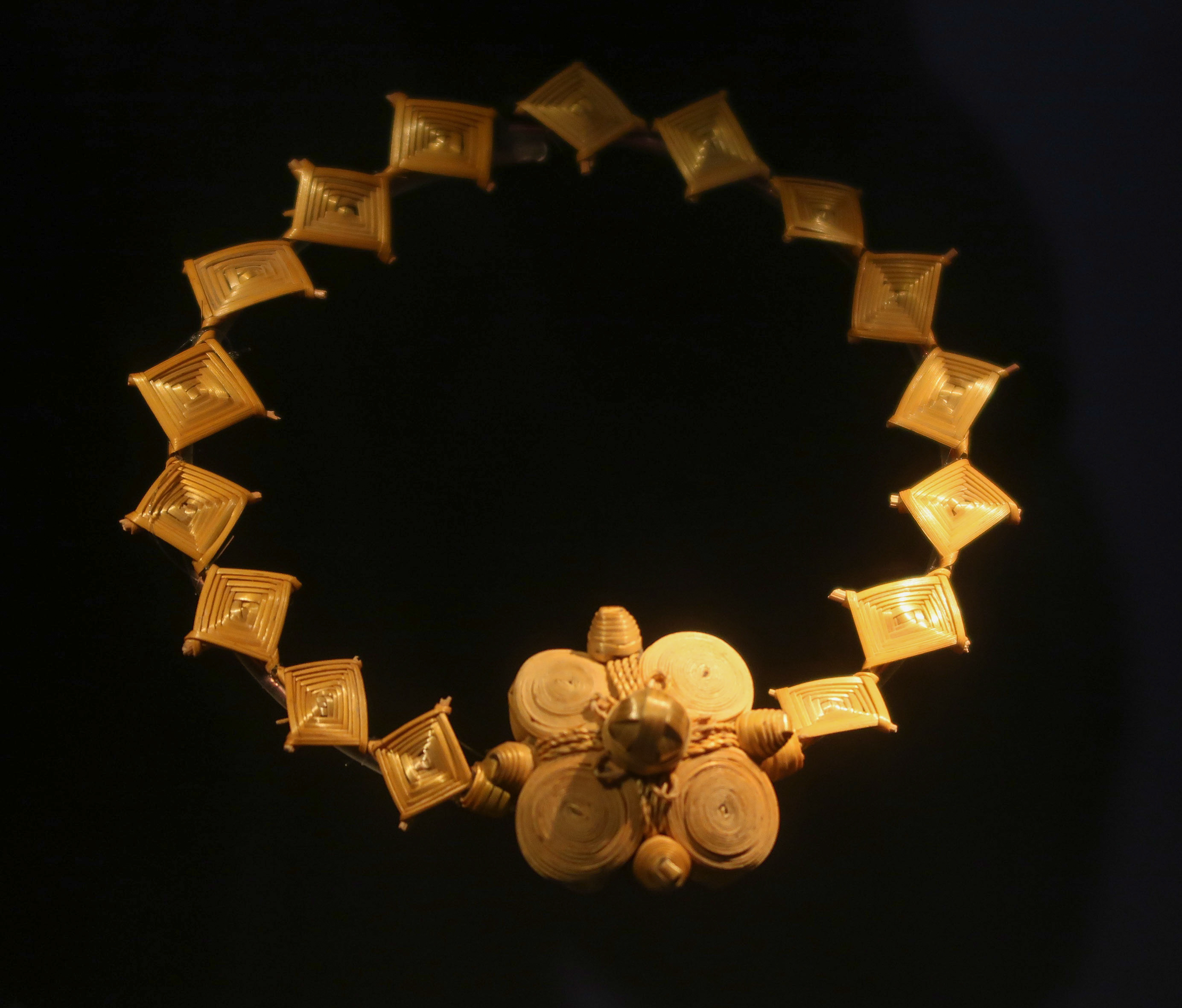
Collier. Peuple songhaï. Paille, cire d'abeille, fil de coton. Tombouctou, Mali, avant 1951. Musée des cultures de Bâle

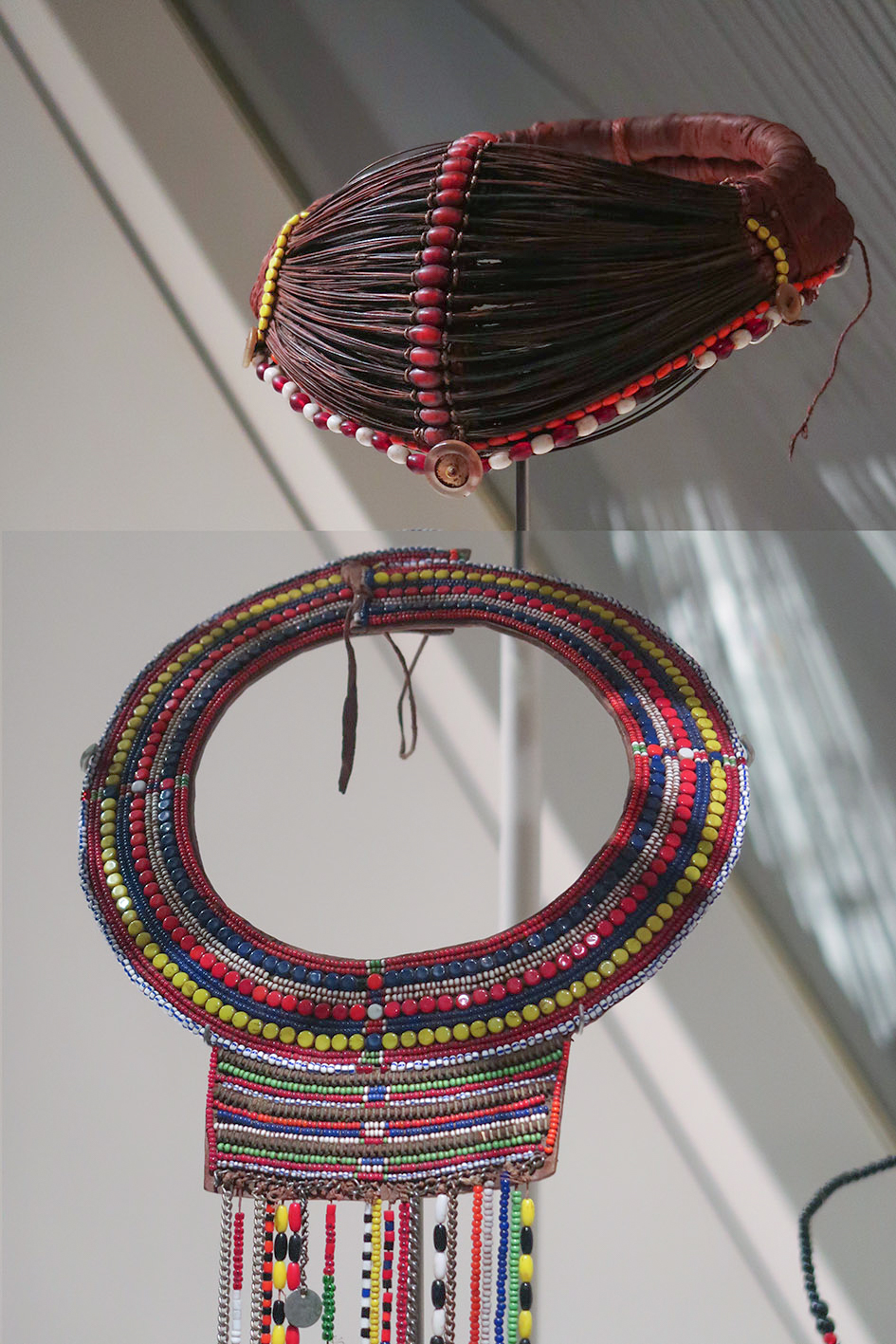
En haut : Collier mporro. XXe siècle. Fibres végétales, perles, boutons. Kenya, population Rendille ou Samburu. En bas : Collier entente, XXe siècle. Cuir, métal, perles. Kenya ou Tanzanie, population Maasaï. Musée des Confluences

Cet article concerne l'art africain traditionnel. Pour l'art contemporain, voir Art contemporain africain.
L'art africain traditionnel, ou plus exactement l'art de l'Afrique antérieurement à l'art moderne et contemporain de l'Afrique, se manifeste sous une multitude d'arts, souvent associés. La musique et la danse, la réalisation de nombreux types d'objets, sculptés, éventuellement enduits, peints ou produits par assemblage de nombreux éléments, ainsi que les arts du corps (coiffures, parures et peintures corporelles, scarifications, tatouages,) mais aussi des objets faits à la main, que l'on peut estimer de stricte utilité et même s'ils ne comportent aucune décoration, peuvent présenter un caractère artistique dans l'Afrique traditionnelle. Mais « l'appréciation de « l'art africain » [la sculpture, considérée en dehors de tout contexte culturel] est un phénomène du XXe siècle associé à des artistes et des collectionneurs européens. [...] La notion de « l'art africain » était plus ou moins étrangère aux sociétés d'origine des objets. » Aussi la contextualisation culturelle de l'art africain dans son cadre historique d'origine précis reste un objectif au XXIe siècle.
Le vaste espace de l'Afrique a donné lieu, au cours de son histoire, à des pratiques sociales et créations artistiques générées le plus souvent par une certaine population à un moment de son histoire. Certaines de ces créations artistiques ont pu aussi être partagées par plusieurs populations. En raison des déplacements des uns et des autres, de nombreux traits de culture ne sont pas nécessairement spécifiques ni immuables. Récemment, des études précises ont pu remettre en cause l'identité attribuée à certaines populations au XIXe siècle, avec un style artistique spécifique attribué au XXe siècle, comme celui identifié en tant que senufo. La répartition de ces populations est cependant variable, certaines pouvant être homogènes localement, d'autres seront séparées par un ou plusieurs autres peuples, ou parfois dispersées sur un très vaste territoire. Le concept d'ethnie a fait l'objet d'études critiques. Le terme d'« art tribal », proposé par l'anthropologue William Fagg (en) dans les années 1950, mais est cependant encore retenu par Babacar Mbaye Diop en 2018, ce qui lui permet d'étudier chaque style tribal constitué par les traits communs à toutes les productions artistiques dans la tribu en question.
Des arts de l'Afrique ancienne il ne reste que des objets pour en témoigner. La plus ancienne céramique d'Afrique subsaharienne apparait vers 10 000 AEC, dans l'actuel Mali, sur un site d'Ounjougou recevant les premières moussons après la période dite du Grand Aride, au début de l'Holocène. Ces céramiques portent un décor imprimé. En 2012 les plus anciennes formes de peintures et gravures africaines actuellement datées, l'art rupestre du tassili n'Ajjer ont, environ, 9 à 10 000 ans avant le présent. Les céramiques et les palettes à fard de la culture de Nagada (vers 4000 avant l'ère commune) sont parmis les premiers témoins, au cours du Néolithique en Égypte, de l'art de l'Égypte antique. La recherche archéologique, souvent difficile, continue d'apporter de nouvelles formes d'art ancien, dans leur contexte, ce qui permet de les dater et de les situer au sein de leur culture d'origine pour une meilleure compréhension de l'histoire des habitants d'Afrique.
Le premier théoricien de l'art africain, de l'Afrique (ouest et centre) Carl Einstein, écrit en 1915« Certains problèmes qui se posent à l'art moderne ont provoqué une approche plus scrupuleuse de l'art des peuples africains » [...] « [on a y rarement] posé avec autant de clarté des problèmes précis d'espace et formulé une manière propre de création artistique ».
De nombreuses études ne cessent de se pencher sur la réception occidentale des arts africains. Celle-ci repose largement sur le travail initial des ethnologues, puis sur les questions d'esthétique débattues entre artistes et théoriciens, ainsi que sur le travail des marchands d'art et la diffusion de ces formes, enfin avec la passion des collectionneurs. L'ethno-esthétique et la philosophie de l'art se sont emparées de ces questions, en France depuis les travaux de Jacqueline Delange (1967) et Jean-Louis Paudrat (1988).
La conservation d'œuvres d'art africain en musée était autrefois inconnue sur ce continent, les œuvres ayant des vocations religieuses ou politiques, ou une fonction utilitaire dans la vie quotidienne. Paradoxalement, le fait que nombre de ces œuvres aient été conservées sur d'autres continents, notamment en Europe, a permis leur préservation. Le travail préalable à la restitution à l'Afrique de son patrimoine est en cours.

## Ce que l'on entend par «Art africain traditionnel»

### L' «art», un concept
Plusieurs questions se posent, en effet. Sachant que le concept d'art est apparu en Occident, qu'il a donné lieu à la création, problématique, de mots nouveaux au Japon en 1873 et en Chine au début du XXe siècle, associés à des concepts nouveaux, car étrangers à la pensée extrême-orientale, on est en droit de se demander si le mot, appliqué au XXe siècle en Afrique, avec l'appréciation qu'il nécessite, a bien sa place ici. Lucien Stéphan indique le caractère le plus souvent religieux de l'art africain. Dès lors, comme le dit Jean-Louis Paudrat, dès que ces objets sont arrachés à leur lieu d'origine, à leurs rites, aux configurations sociales, intellectuelles et spirituelles qui justifiaient leur élaboration, « fragment résiduel d'une totalité absente, l'objet africain peut-il encore nourrir une appréciation juste de ce qu'il fut ? » Il semble nécessaire de savoir son lieu d'origine et tout ce qui a déterminé sa réalisation, telle qu'elle nous apparait aujourd'hui, et de ses fonctions initiales. Mais en s'appuyant sur les données foisonnantes de l'anthropologie ne risque-t-on pas de perdre de vue sa nature « artistique » ? La solution, en suivant le projet de Jean-Louis Paudrat, consisterait à voir chaque objet dans son contexte artistique, au sein des objets et des pratiques auxquelles il est apparenté et ainsi fonder notre appréciation dans ce travail du regard.

### L'espace de l'art africain
Suivant l'approche traditionnelle, le terme « art africain », sous-entendu de l'Afrique subsaharienne, n'inclut généralement pas l'art (ou les arts) des zones nord-africaines situées le long de la côte méditerranéenne, ces zones faisant depuis longtemps partie de traditions différentes. Pendant plus d'un millénaire, l'art de telles régions relève, en grande partie, de l'art islamique, avec de nombreuses caractéristiques qui lui sont propres. L'art éthiopien, avec une longue tradition chrétienne et islamique, est également différent de celui de la plupart des pays d'Afrique subsaharienne, où la religion africaine traditionnelle était dominante jusqu'à une date relativement récente. Néanmoins ces différentes productions artistiques sont bien nées sur le continent africain.
Par ailleurs, la référence au Sahara n'inclut pas la distinction essentiellement idéologique,, fondée sur la couleur de la peau, qu'impose la notion d'« Afrique noire ». Mais elle autorise l'intégration de l'Afrique de l'Est, donc la culture swahili et aussi la corne de l'Afrique.
Pour les historiens de l'Afrique, en 2018, la question se pose autrement, si l'on considère l'ensemble du continent, comme le font les auteurs de L'Afrique ancienne, sous la direction de François-Xavier Fauvelle et paru en 2018. Car cette méthode permet d'indiquer les échanges, les parcours, mais aussi des espaces au climat changeant : pour exemple les populations aux morphologies « pré-berbères » du « Sahara vert », pratiquant une céramique apparue avant 7000 AEC dans la vallée du Niger. Le « Sahara vert », au moins entre 10000 et 4000 AEC, a en effet fonctionné comme un véritable « melting-pot » humain. Cette histoire du continent africain intègre une Préhistoire et une Antiquité où les arts d'Afrique sont bien présents. Ainsi les arts d'Afrique précontemporains, n'ignorent pas les arts d'Afrique du Nord et de l'Ouest, les arts d'Afrique orientale tout autant que les arts de toutes les autres régions d'Afrique.

### L'histoire de l'art africain, un chantier
Traditionnel ou précontemporain : Plutôt qu'une référence à des "traditions" anciennes on peut donc préférer envisager ce qui précède l'époque contemporaine ou précoloniale, pourvu que l'on s'entende sur la limite entre "ancien" et "contemporain" et "précolonial", limite qui peut être placée entre la fin du XVIIIe et le courant du XXe siècle. Une telle périodisation de l'histoire de l'art de l'Afrique doit s'appuyer sur des évènements déterminants, localement. Mais cette histoire est en chantier qui avance peu à peu.
Par ailleurs Claire Bosc-Tiessé et Peter Mark constatent en 2019 que peu de travaux se sont véritablement attelés à des recherches en histoire de l'art des objets en Afrique, ce qui plonge ceux-ci dans une confuse atmosphère d'atemporalité. Mais les difficultés sont effectivement énormes sur ces questions de datations dans un cadre historique. Le chercheur doit faire preuve d’une réelle inventivité méthodologique, comme l'avait démontré Jan Vansina en 1984. Or l'absence de référence à l'histoire se mêle à la pratique récurrente qui consiste à faire appel au paradigme « One Tribe, One Style », c'est-à-dire « une tribu ou une ethnie, un style ». Et pourtant cette pratique a été clairement dénoncée dès 1984 par Sidney Kasfir. La catégorisation ethnique des styles, hors de toute histoire, devrait être repoussée car non valide, or cette pratique qui se perpétue est extrêmement nocive aux discours tenus sur les objets, que ce soit par le musée Théodore-Monod d'Art africain, musée de l’IFAN à Dakar, ou dans le cadre du marché de l’art.

## Objets et autres formes d'art
Les objets, sculptures sur bois, mais aussi en métal ou avec du métal et autres matériaux, ainsi que la céramique et la vannerie, les textiles ou le cuir et les perles ne constituent qu'une partie des arts tels qu'ils sont ou ont été pratiqués traditionnellement en Afrique. Il faudrait, bien sûr, aussi prendre en compte la musique et les danses traditionnelles africaines. Par ailleurs les documents photographiques nous renseignent sur la décoration du corps en tant qu'art, ce qui s'étend aux objets servant à orner le corps (bijoux, perles) et  qui peuvent être considérés en tant qu'art, tout autant ; ainsi la peinture corporelle, comme chez les Nouba, a pu être l'occasion d'une intense créativité artistique. Les parures de tête, les coiffures, elles aussi documentées par la photographie, sont souvent associées à des couvre-chefs dont les qualités esthétiques ont permis la conservation. Ces coiffures ont pu être modifiées en suivant des modes nouvelles, comme ce fut le cas, à l'échelle d'un groupe, celui des Mangbetu au début du XXe siècle, lorsque la coiffure "en panier" passa de mode, après être passée d'une marque réservée à l'élite à une pratique plus largement partagée. À ce propos, les documents photographiques datés s'avèrent indispensables. Par contre, en général, les scarifications relèvent plus de codes que d'un art, tout en témoignant d'une très grande créativité d'une population à l'autre. Le vêtement, s'il est, comme partout, un système de communication qui peut signifier le sexe, l'âge et l'appartenance à un groupe, il offre aussi l'occasion d'une créativité toujours renouvelée, la manifestation d'une personnalité. Enfin, l'art textile se manifeste magistralement dans certains masques, avec broderies et appliqués somptueux. À ce premier ensemble on peut aussi adjoindre l'architecture, au sens large, mais aussi les arts rupestres. Quant aux arts « pour touristes », ils relèvent de pratiques modernes et contemporaines tout en faisant bien souvent référence à des pratiques ou des formes traditionnelles. L'art est en partie liée à la religion. Les perles traditionnelles sont utilisées selon les types de personnalités : les prêtres traditionnels(culte ancestral) ont leur perle spéciale, les chef traditionnels ont leur perle spéciale, le peuple a sa perle special ect. qui détermine un ordre dans la culture et tradition en  Afrique, de même pour les vêtements selon les différentes classes sociales qui composent les peuples. Les perles façonnées dans les règles de l'art Africain ont des noms et significations.
La diversité plastique de l'Art africain traditionnel montre une prodigieuse imagination et une intensité magique, révélant l'omniprésence du sacré — qui fascina quantité d'artistes et collectionneurs occidentaux au XXe siècle dont André Breton — et des rites complexes : cérémonies où se jouent la définition du pur et de l'impur, la perpétuation de la lignée, la légitimation des alliances, la force et la cohésion du clan.
Parmi les objets usuels africains on peut aussi trouver des objets artisanaux tels que des poulies, des serrures de grenier, des échelles, des calebasses pyrogravées et des armes, des objets personnels (poupée de maternité, fétiche), mais aussi des objets comme des statues décoratives sculptées pour les villas des blancs dans les années 1950 et 1960, ou comme enseignes naïves des boutiques. Ces objets sont des « faux » pour les puristes et les « ethnos » qui les méprisent, mais ces pièces, aujourd'hui patinées par le temps, révèlent souvent ce qui est très beau et très touchant dans un art réellement populaire, témoin d'un temps aujourd'hui révolu. Par exemple les statues dites « colons » représentent le « colon », l'homme blanc vu par l'homme noir, et sont souvent des statues pleines d'humour et de drôlerie (casque colonial, pistolet à la ceinture, mains dans les poches).
Cependant les faux d'aujourd'hui font des ravages, car dans de nombreux villages africains les artisans sont passés maîtres dans l'art de patiner le neuf, d'autant plus que selon les experts il devient impossible de retrouver aujourd'hui une œuvre majeure sur le continent. Tout est déjà en Europe, chez les collectionneurs (comme le Bruxellois Willy Mestach), dans les familles d'anciens colons ou en Amérique dans les musées. Trouver un objet rituel étant devenu rarissime, il y a de nombreux vols concernant ces objets, liés à la découverte de cet art primitif. D'autre part, de nombreux « rabatteurs » écument les villages de brousse les plus éloignés pour inciter les villageois à leur vendre leurs objets usuels comme les statuettes, les masques ou les poupées. Lors de la mode des échelles de grenier Dogons, à la fin des années 1980, les antiquaires africains raflèrent toutes les échelles des villages et saturèrent le marché parisien, ils firent la même chose pour les serrures bambaras. Dans les années 1990, des trafiquants volèrent des centaines de waka, des stèles funéraires de bois sculpté, placées sur les tombes des chefs de clans Konso.
Les gouvernements africains de leur côté laissent faire car ils ne manifestent pas beaucoup d'intérêt pour le marché de l'art africain et même le boudent, alors qu'une résolution prise par l'UNESCO interdit, depuis le début des années 1990, de faire sortir masques et statues du continent africain. Mais dans les faits, ni l'UNESCO, ni les gouvernements africains ne disposent des moyens d'endiguer l'hémorragie et de protéger ce patrimoine. De plus, certaines critiques se sont élevées contre une telle mesure avec comme argument : « Rien n'interdit aux Européens, aux Américains ou aux Japonais de vendre leurs œuvres à l'étranger ou d'en acheter. Pourquoi ce droit serait-il interdit aux Africains ? ».
L'Afrique reste cependant un gisement artistique naturel d'importance majeure, car d'un bout à l'autre de ce vaste continent il existe des milliers de tombes millénaires contenant encore des dizaines de milliers d'objets à découvrir. Quelques musées africains, dont les États n'ont pas les moyens ni la volonté d'entreprendre des fouilles, tentent de s'organiser et de proposer aux marchands des fouilles mixtes ou conjointes avec comme but de conserver les pièces les plus exceptionnelles et au moins de pouvoir être intéressés aux ventes des objets collectés, afin d'avoir les moyens de mettre en œuvre une véritable politique d'acquisition.
Aujourd'hui l'art africain est une mine inépuisable d'inspiration pour les créateurs qui le réinterprètent mais « hors de son milieu, retiré de son contexte, non seulement géographique mais aussi social, l'objet perd son identité culturelle. (...) De la panoplie du "colonial" au mur du "collectionneur" associé aujourd'hui à l'art contemporain, on tend à oublier la relation de l'objet africain avec son milieu d'origine, faisant abstraction de l'évidente implication ethnologique ».

### Restitution
À propos du "retour" de 26 œuvres d'art réclamées par le Bénin et actuellement au musée du quai Branly - Jacques-Chirac, le 4 juillet 2019, le ministre de la Culture, Franck Riester, a déclaré que "La restitution des œuvres (béninoises, ndlr) fera l'objet d'une inscription dans la loi. Le calendrier reste encore à préciser compte tenu du nombre important de textes en discussion au Parlement (...) Dans l'intervalle, ces 26 œuvres doivent pouvoir être vues, admirées et étudiées au Bénin". Le rapport sur la restitution demandé à ces deux chercheurs, Felwine Sarr et Bénédicte Savoy, a été remis en novembre 2018 au président de la République française, Emmanuel Macron.
Si la question des objets est ainsi posée, elle n'en demeure pas moins nécessairement liée à celle des ressources, à tous les récits qui ont été collectés ou reconstruits à propos des sociétés qui ont produit lesdits objets, afin de donner des objectifs scientifiques à ces restitutions. Et ces ressources sont, tout autant, à envisager dans le cadre des restitutions.
Le 4 novembre 2020, le Sénat français a adopté à l’unanimité le projet de loi de restitution des œuvres d’art au Bénin et au Sénégal. les sénateurs ont modifié l’intitulé du projet de loi, remplaçant le terme « restitution » par le mot « retour ». Ce qui donne « projet de loi relatif au retour de biens culturels à la République du Bénin et à la République du Sénégal ».
Les 26 œuvres béninoises ne seront pas restituées avant 2021, car le musée d’Abomey qui doit les accueillir est encore en cours de construction. Depuis 2019, six pays du continent africain ont formulé des demandes de retour d'œuvres traditionnelles retenues en France. Le Sénégal, la Côte d’Ivoire et le Mali réclament plusieurs objets. Le Tchad a demandé à récupérer 10 000 pièces. L’Éthiopie en a listé 3 000 exposés au Quai Branly en février 2019.
Le 24 septembre 2025, le parlement français examine un projet de loi, pour encadrer les restitution d'oeuvre d'art.

Quelques œuvres d'art dont la restitution au Bénin est suggérée par le rapport Savoy-Sarr, qui établit des listes de même nature pour le Sénégal, le Nigeria, l'Éthiopie, le Mali et le Cameroun.
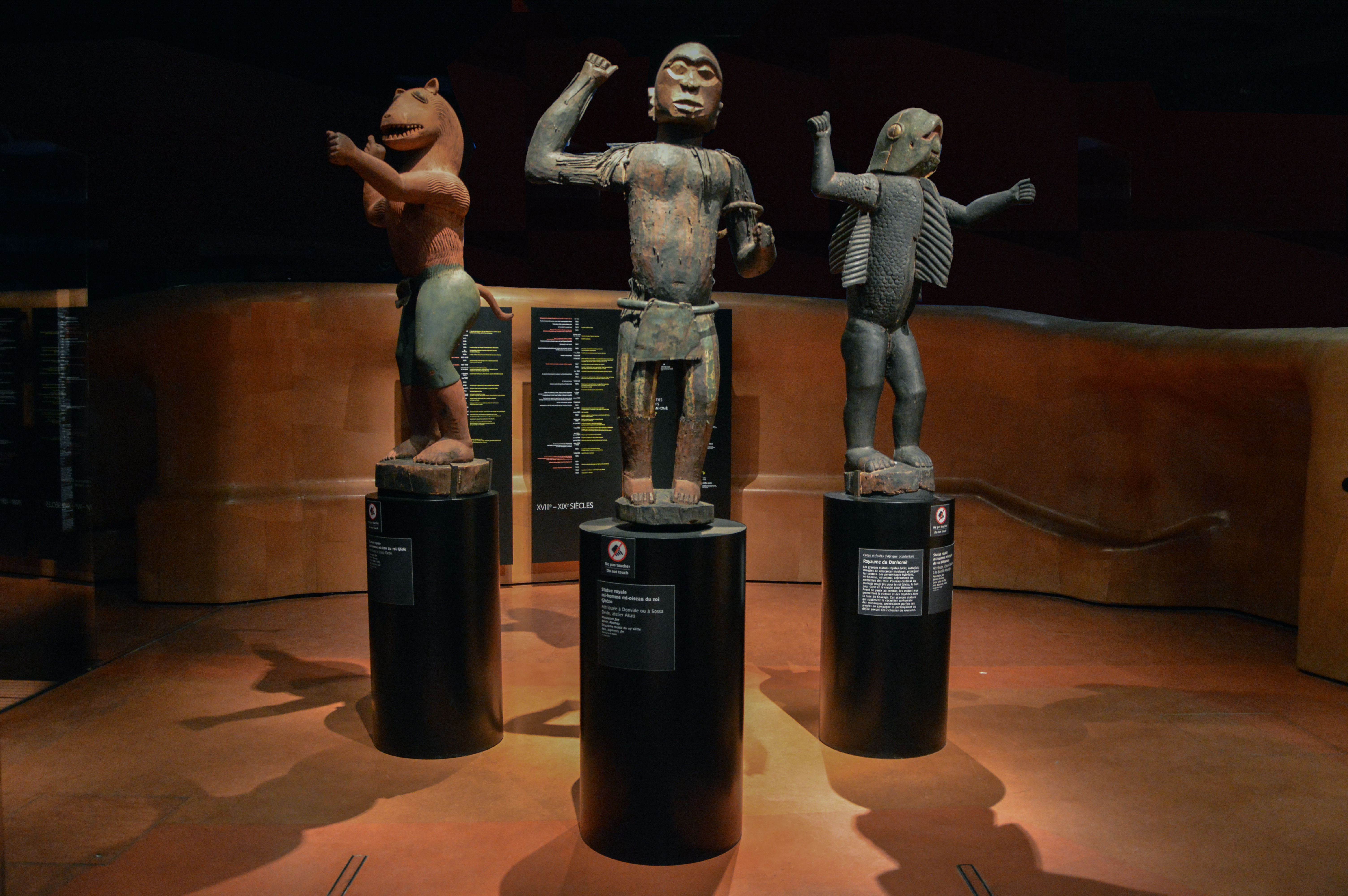
Statues des rois d'Abomey au XIXe siècle. Musée du Quai Branly
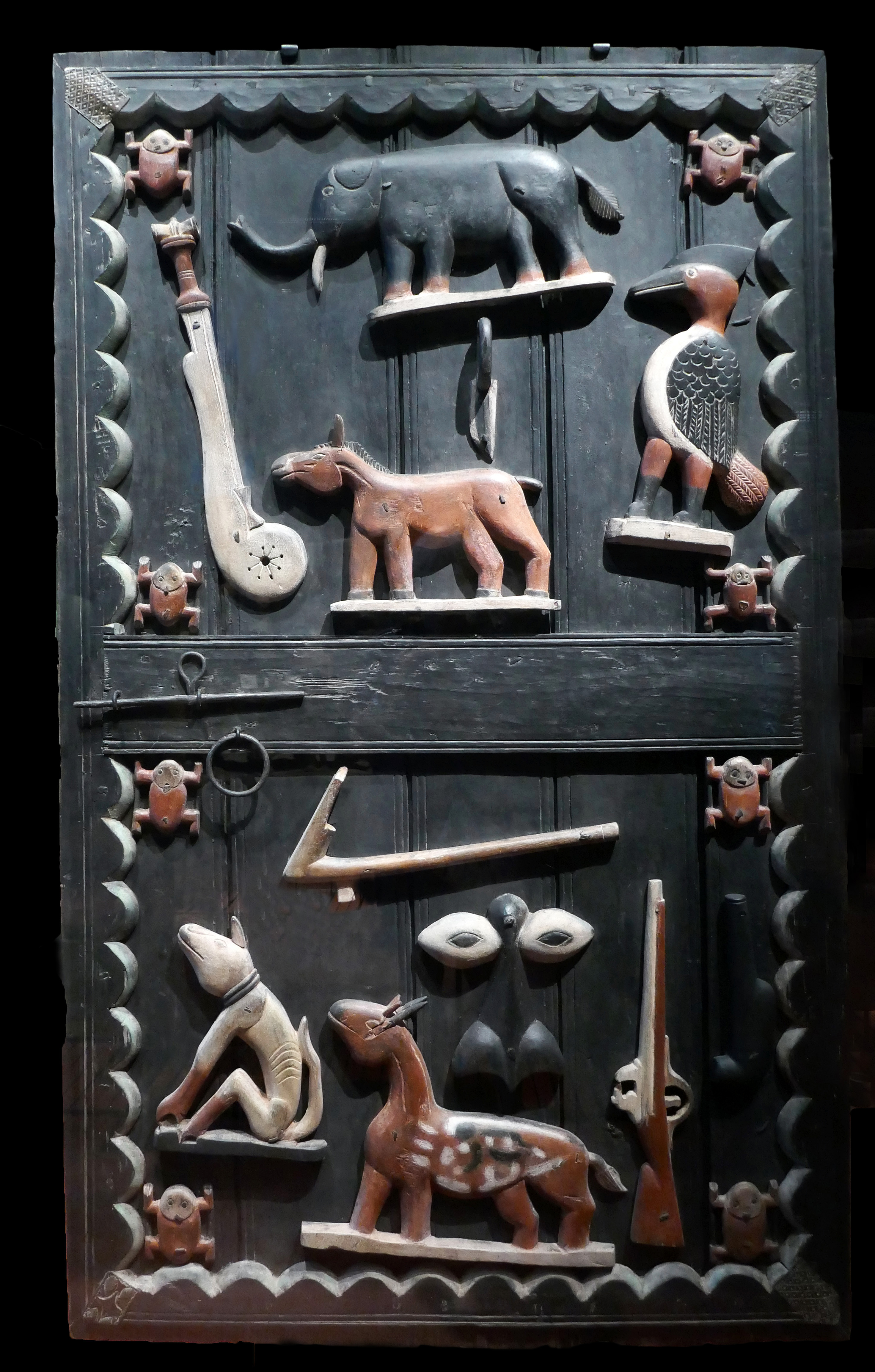
L'une des quatre portes du palais royal d'Abomey. Atelier Sossa Dede, vers 1889. Bois polychrome, pigments, métal
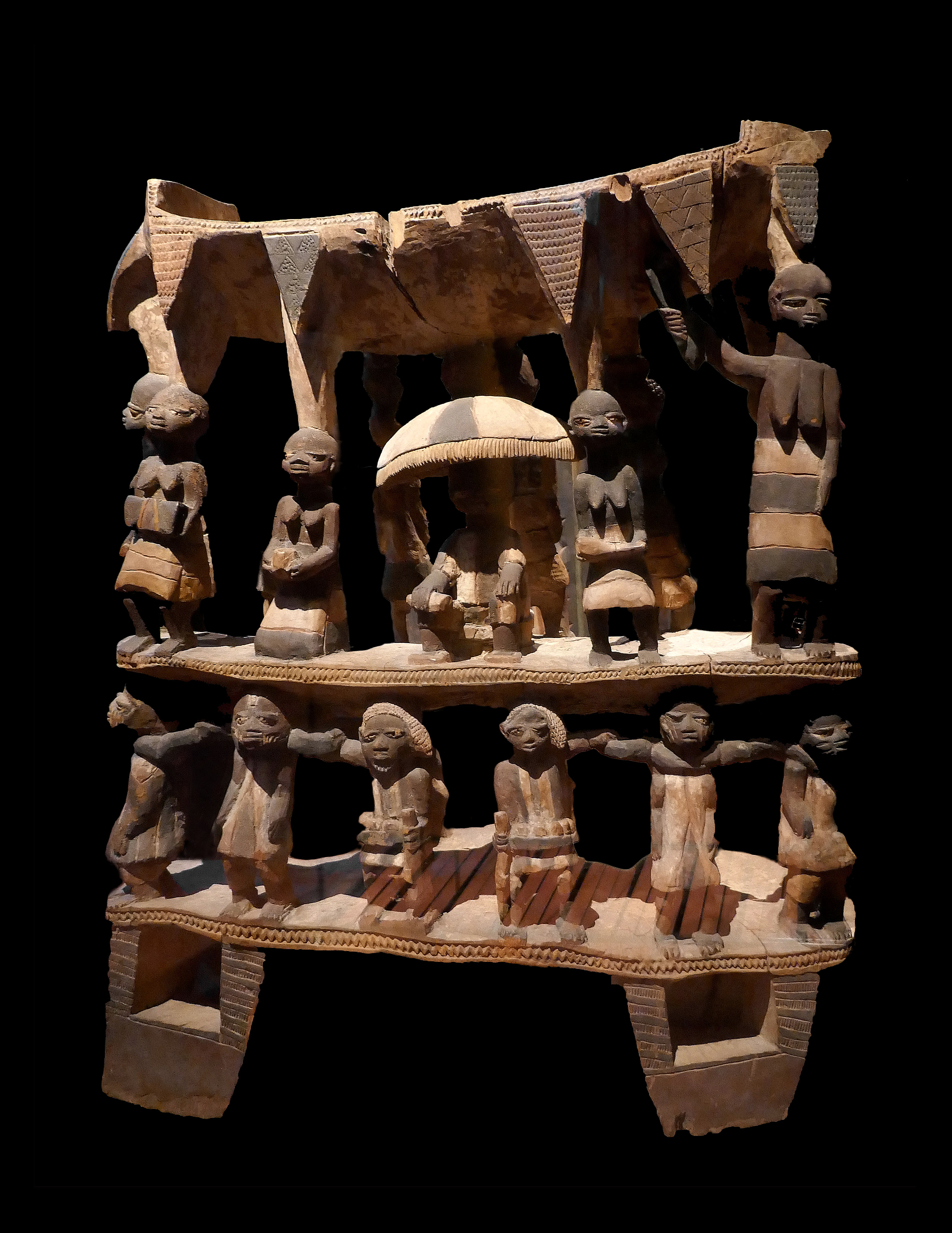
Siège royal de Cana. Avant 1893. Bois, pigment, H. 1 m.
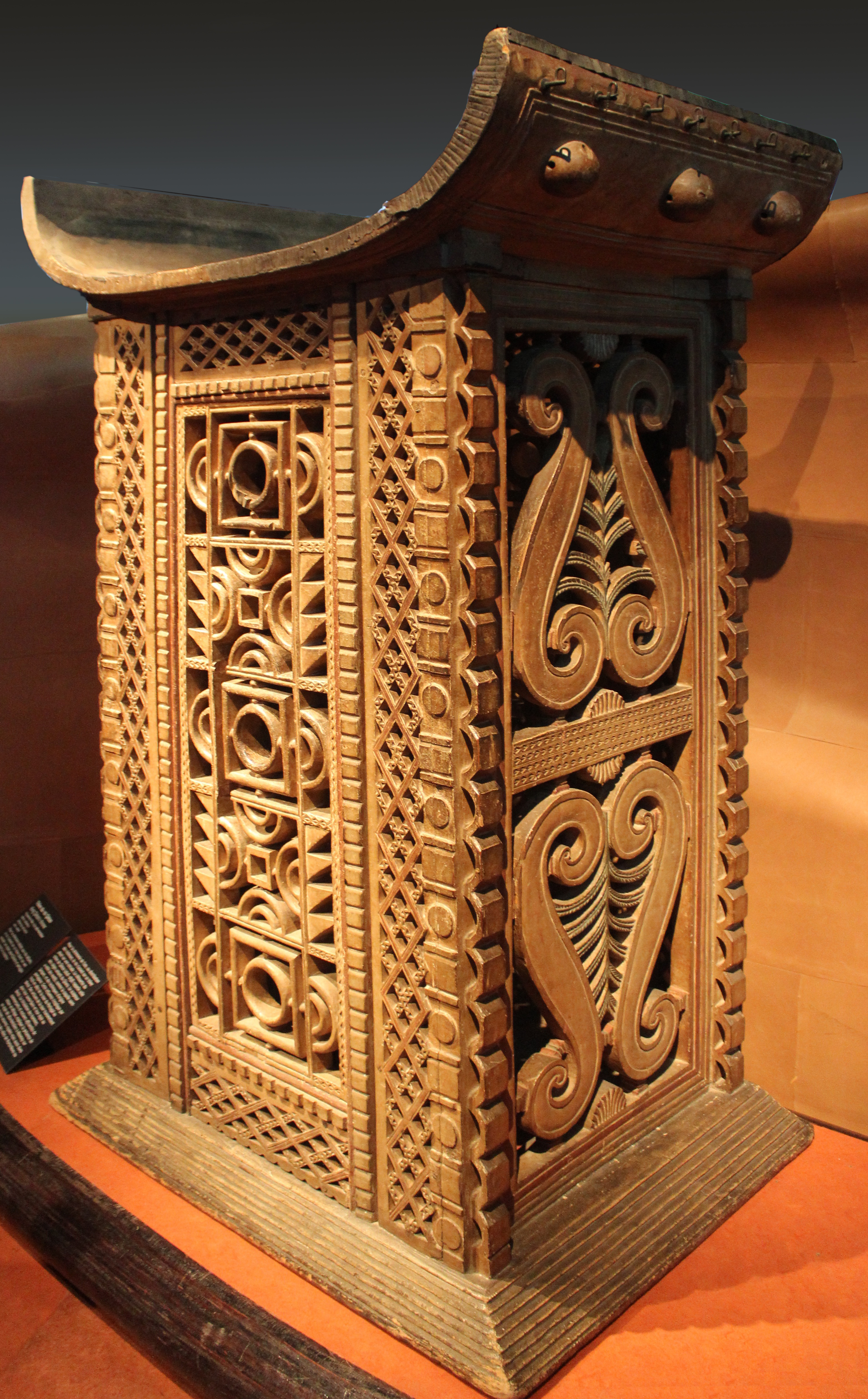
Trône qui appartenait au roi Ghézo. Art du Dahomey, culture Fon. 1818-1848. Bois, métal, 199 x 122 × 88 cm, 130 kg. Paris, Musée du Quai Branly
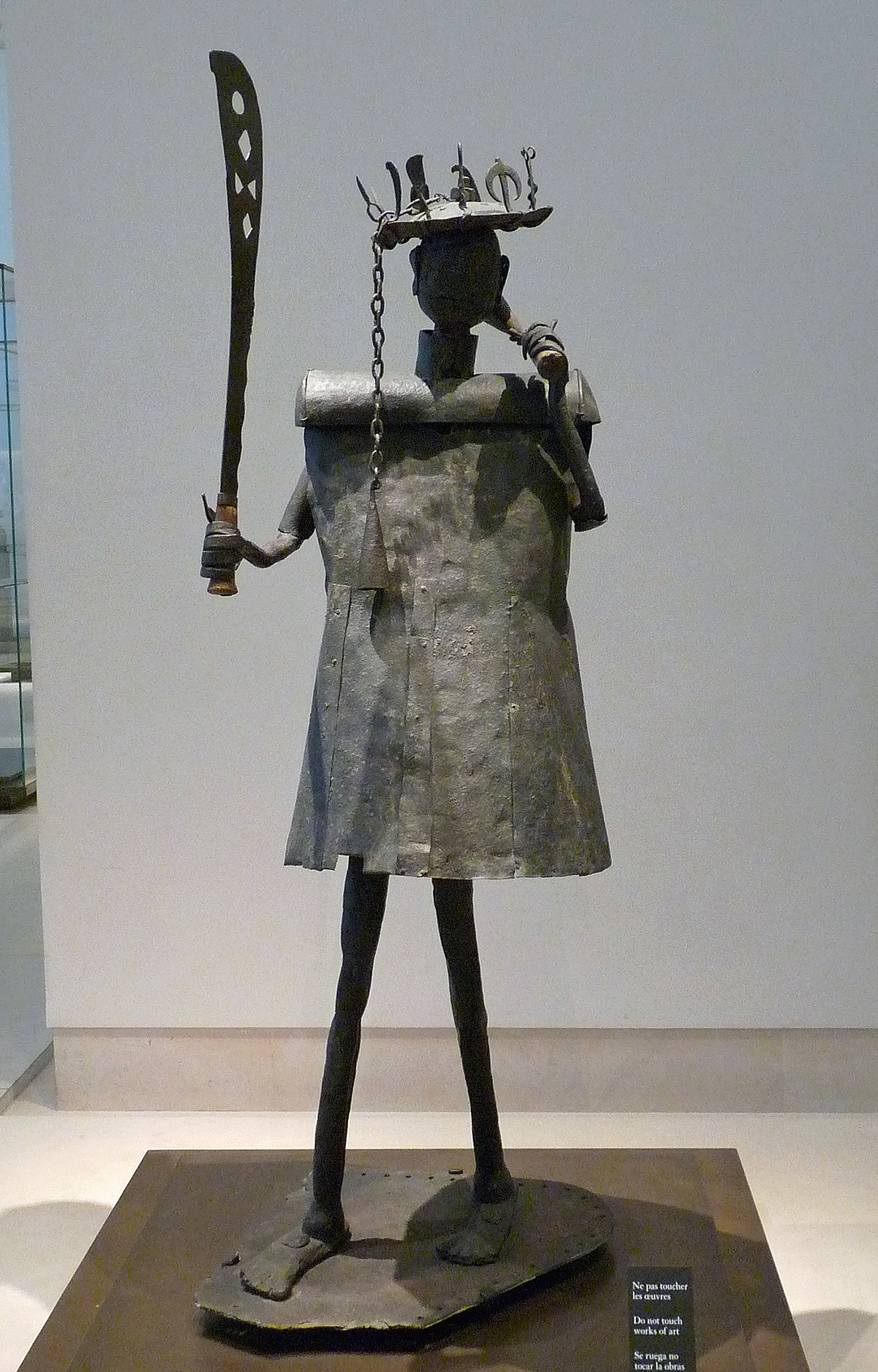
Statue dédiée à Gou, divinité du fer et de la guerre. Sculpture fon attribuée à Akati Ekplékendo. République du Bénin. Avant 1858. Fer martelé, bois, 178,5 x 53 × 60 cm. Entre 100 et 150 kg.

Cette question n'est pas propre à la France. Et la relation problématique de l'art africain avec les musées, africains et occidentaux comme le Forum Humboldt et l'AfricaMuseum, fait l'objet de débats depuis les années 1990 et jusqu'en 2020. En avril 2024, Le British Museum, fait l'objet d'investigation de la part du gendarme de la Communication. Le musée aurait dissimulé des informations autour d’une dizaine de tablettes sacrées, pillées en Éthiopie, lors de la colonisation. l'Éthiopie réclame la restitution de ces objets d'arts.
En mars 2025, Emmanuel Macron le président français, s'engage à la restitution de trois crânes sakalava à l'état de Madagascar, jusqu’alors conservés au Musée de l’homme, à Paris, en France.
Le 13 mai 2025, la Finlande restitue au Bénin un kataklè, un siège royal à trois pieds provenant du Royaume du Dahomey, qui a été retrouvé au Musée national finlandais.

#### Restitution à la Côte d’Ivoire par la France
Le 28 avril 2025, les sénateurs français se prononcent sur une proposition de loi devant permettre le retour en Côte d’Ivoire d’un objet saisi en 1916, le Djidji Ayokwe. Le projet de loi est adopté à l'unanimité en première lecture, au Sénat. L'Assemblée nationale se saisit ensuite du projet de loi. Le 7 juillet 2025, l’Assemblée nationale, adopté la loi de déclassification des collections français du tambour parleur le "Djidji Ayokwe".

#### Demande de restitution par le Mozambique au Portugal
En mai 2025, le Mozambique entame une demande de restitution de ses œuvres d'art pillées lors de l'époque coloniale. D’après la ministre mozambicaine de la Culture, au moins 800 œuvres d’art ou objets patrimoniaux ont été pillés durant la colonisation. Un certain nombre ont été exposés dans des musées au Portugal, mais aussi dans le reste de l’Europe.

#### Restitution au Nigéria par le Pays-Bas
En juin 2025, Les Pays-Bas restituent officiellement 119 sculptures de la collection de bronzes du Bénin, pillées au Royaume du Bénin, dans l'actuel État d'Edo, au Nigeria, par les forces coloniales britanniques.

## Les artistes
Pendant longtemps, il a été admis sans discussion que l'art africain était un art anonyme, un art dont les productions, régies par des préoccupations ethniques, religieuses et rituelles dominaient complètement l'individualité créatrice. Il était admis comme une évidence que les objets relevaient tous de préoccupations rituelles ou mystiques et ne concernaient guère l'esthétique. S'il est vrai que les objets d'art n'avaient pas de valeur marchande dans les sociétés africaines traditionnelles et que les œuvres n'étaient bien sûr pas signées dans le contexte de sociétés sans écriture, il n'est pas moins vrai que les artistes marquaient parfois leurs œuvres par des signes distinctifs que les Européens ne reconnaissaient pas et ignoraient. L'idéologie de l'anonymat a donc participé d'une dépréciation générale des Européens vis-à-vis de l'art africain. Pourtant, les recherches en ethnologie de l'art commencent à déconstruire ces préjugés. Selon l'ethnologue Patrick Bouju, « l'ethnologie de l'art, en se développant, découvre la création individuelle et abandonne l'idéologie de l'anonymat ». Les qualités esthétiques des objets ne sont pas seulement soulignées, il est maintenant admis que l'artiste africain apprend son métier, parfois dans des ateliers dont le fonctionnement a été comparé avec les ateliers médiévaux ou de la Renaissance, selon des règles précises sur le plan esthétique et social, et qu'il travaille le plus souvent sur commande. Ce processus crée une émulation entre les artistes qui sont distingués au sein de leurs sociétés respectives. Ainsi, à eux seuls, les Yoruba du Nigeria distinguent au moins une trentaine de maîtres sculpteurs jouissant d'une considération particulière. Les Fân du Woleu-Ntem reconnaissent une quarantaine d'artistes dont le nom se transmet de génération en génération. La transmission des connaissances de père en fils produit parfois des familles de sculpteurs. Désormais, les œuvres sont de plus en plus souvent attribuées à des ateliers ou à des artistes. Il apparaît donc que la persistance de l'anonymat résulte largement de la manière dont les œuvres étaient récoltées, sans égard pour leur créateur, particulièrement pendant la période coloniale, manifestant ainsi le désintérêt des fonctionnaires coloniaux au moment où ils effectuaient ces prélèvements,.
Par ailleurs il semble nécessaire d'évoquer le contexte de l'étonnante créativité des artistes africains traditionnels, produisant des œuvres clairement distinctes les unes des autres, même fabriquées par le même artiste. Louis Perrois signale que « le sculpteur est libre de créer dans le cadre de son style traditionnel ». Mais il précise, en 2017, que « toute motivation d'inspiration fantaisiste et individuelle des artistes était hautement improbable dans la mesure où le résultat final d'une œuvre devait impérativement rentrer dans un système de sens compris de tous ». Dans le même ouvrage, cet auteur fait apparaitre plusieurs grands styles, comme ceux des Fang, des Kota et des Kwele, tout en donnant à voir, chaque fois, ce qu'il appelle le « cœur » et la « périphérie » de chaque style. Cette étude détaillée pour l'Afrique équatoriale atlantique indique, à l'occasion de voisinages ou de migrations, de nombreux emprunts faits aux uns et aux autres. Ces emprunts pouvant être causés « pour des raisons rituelles et de renforcement de la charge spirituelle des objets ou pour des raisons de prestige social ». Ainsi chaque artiste est bien libre, dans l'espace du système de sens compris de tous, en se jouant des effets du style de sa communauté et en intégrant, éventuellement, des éléments empruntés dans un but précis.
Les progrès dans les techniques de datation permettent aussi de restituer la profondeur historique de cet art. Des objets en bois que l'on croyait du XIXe siècle, à cause de la fragilité du support, peuvent remonter au Xe siècle. Des tests de thermoluminescence effectués sur les noyaux d'argile des bronzes d'Ife, qu'on croyait soumis à des influences européennes à cause de leur classicisme, remontent au XIVe siècle, avant l'arrivée des Portugais au Bénin en 1485
D'autres ethnologues portent leur recherche sur les esthétiques africaines. Suzanne Vogel insiste sur le classicisme et la sérénité des arts africains, établissant des liens entre les catégories éthiques et esthétiques au sein même des sociétés africaines. La sortie de l'anonymat de l'art africain, son historicité et son rattachement à des valeurs esthétiques universelles sont liés à la découverte de fortes personnalités artistiques au sein même des sociétés traditionnelles. Si Olowe d'Ise bénéficie d'une reconnaissance internationale déjà ancienne, d'autres, comme Bamgboye (1893-1978), Areogun (1880-1954) et son fils George Bandele, Esubyi (mort v. 1900), Fagbite Asamu, son fils Faloda Edun (né en 1900), Osei Bonsu (sculpteur ghanéen, 1900-1977) ou Ologunde (d'Efon Alaaye) commencent à bénéficier d'une reconnaissance dépassant de loin leur insertion dans un contexte traditionnel. Cette reconnaissance permet aussi de mieux comprendre la continuité qui lie l'art africain traditionnel et l'art contemporain africain ainsi que les relations complexes que les artistes contemporains africains ont à l'égard de leurs propres traditions.

## Les styles

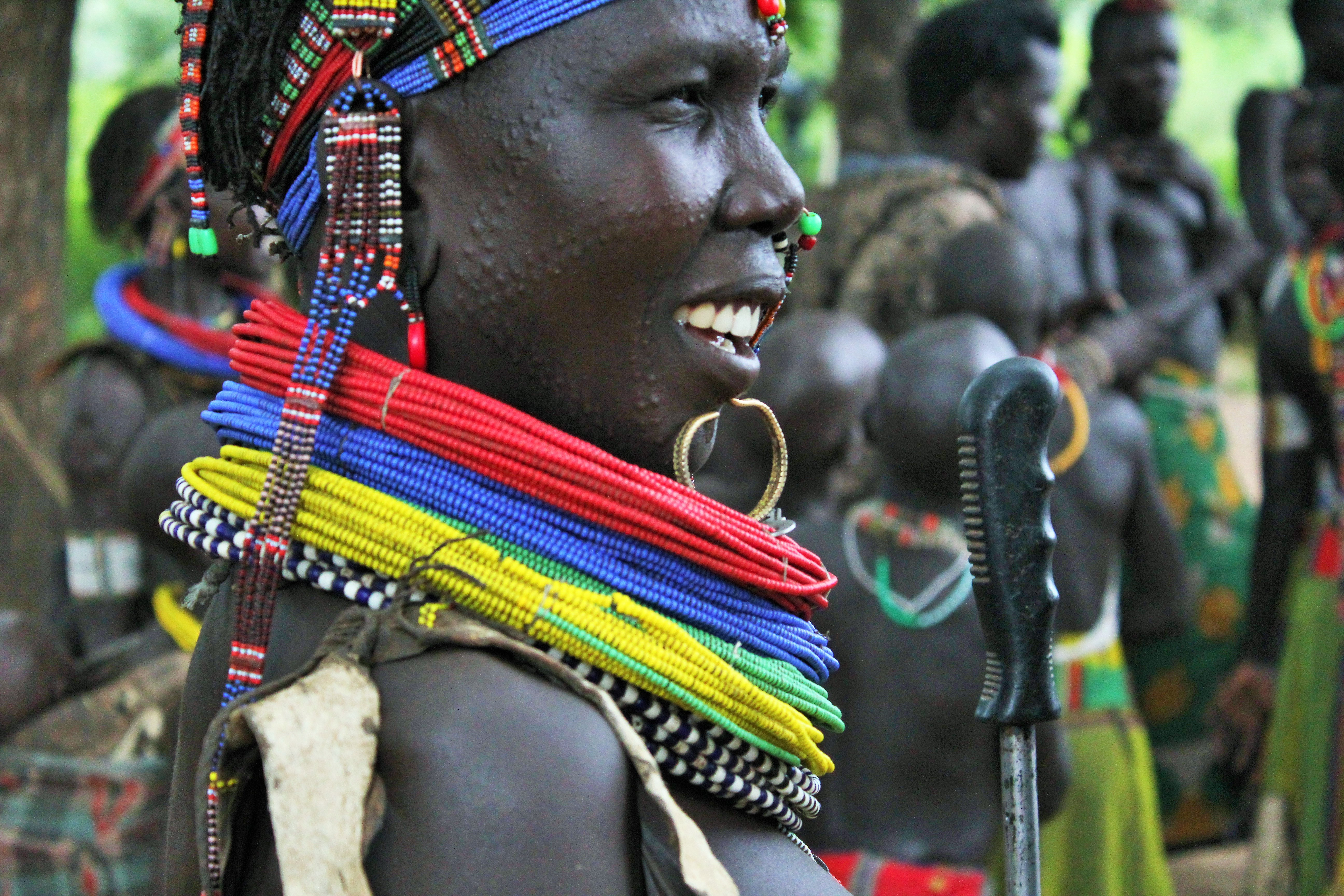
Tatouage corporel et mode d'une femme nomade traditionnelle d'Afrique de l'Est. Soudan du Sud.

La question des styles africains, de leur historicité, de leur répartition géographique, des échanges et des influences est complexe et ne peut être que brièvement évoquée ici.
La première observation impose de constater la multiplicité des arts africains. Il n'existe nulle part un art monolithique et permanent, mais une multiplicité de styles et de variantes coïncidant plus ou moins avec des ethnies et des royaumes, mobiles et au contact de leurs voisins. Pour ne prendre qu'un exemple, le seul bassin de l'Ogooué, au Gabon, à la fin du XIXe siècle, a donné lieu à pas moins de 25 styles, tels qu'ils sont communément admis dans la littérature spécialisée et les catalogues d'art. Chaque style, se présente avec des formes récurrentes et des formes atypiques. Lorsque les formes récurrentes dominent, localement, et probablement pendant une période limitée, cela constitue comme le « cœur » du style. Les formes atypiques peuvent représenter des aspects de transition entre plusieurs styles, voire des formes inattendues ; on peut alors parler de « périphérie ». En aucun cas il ne peut s'agir, pour le sculpteur, de se fier à sa seule inspiration puisqu'il doit impérativement rentrer dans un système de sens compris de tous. Les emprunts peuvent être motivés par la volonté d'augmenter la charge spirituelle de l'objet, à moins que la motivation ne soit liée au prestige social associé à ces formes empruntées.
La manière la plus commune d'aborder les différents styles consiste à considérer l'origine ethnique des objets. Aux yeux du grand public, ce sont ses traditions qui incarnent le plus immédiatement l'art africain. Elles sont, aux yeux du grand public, constituées de statuettes et de masques dont les déformations expressives et la géométrisation ont fasciné les artistes modernes comme Picasso. Mais il est bien évident que la réalité des pratiques artistiques en Afrique sub-saharienne, comme il a été dit plus haut, dépasse très largement ces idées reçues et recouvre une très grande diversité de pratiques artistiques au sein de leur culture socioreligieuse et de ses rites. Cet art, dans la logique du travail entrepris par les ethnologues occidentaux au cours de la période coloniale, est présenté dans les ouvrages d'art, habituellement et avec plus ou moins de pertinence, en évoquant le contexte des pratiques religieuses pour lesquelles cet art est conçu, très majoritairement, et qui détermine l'arrière plan culturel de chaque style.
L'art de cour, lorsqu'il qui ne relève pas de pratiques religieuses, a pour fonction principale la célébration du pouvoir royal. Les célèbres têtes d'Ifé, véritables portraits individualisés, correspondent à des structures sociales fondées sur des cités-états ayant, ce que nous appelons, un roi, une cour et tout un cérémonial lié au pouvoir royal. Les bas-relief du royaume du Bénin (entre le XVIe et le XVIIIe siècle) sont de véritables mémoriaux glorifiant les exploits de leurs souverains et la vie du royaume. Le style naturaliste que ces sociétés mettent en œuvre se retrouve, sous d'autres formes, dans des sociétés palatiales, ailleurs dans le monde.
On peut aussi analyser les styles des arts africains du point de vue de leur succession historique (la succession Nok-Ifé-Bénin est souvent prise en exemple). L'étude du style peut aussi se porter sur la matérialité des objets considérés, comme la terre cuite, éventuellement plusieurs matériaux comme cuir, bois, tissu et perle, ou bois et métal, voire un support spécifique à une tradition locale, comme la peinture sous verre du Sénégal. D'autres critères, pour autant que l'on y étudie les styles, pourraient être retenus. Un critère par la négative est justifié, comme cela a été le cas avec « L'Afrique sans masque », tourné vers les objets utilitaires et décoratifs. Enfin, l'approche par une fonction permettrait d'aborder, par exemple, les coiffes en Afrique au sein des arts impliquant le corps, en tant que support.

## Cultures africaines

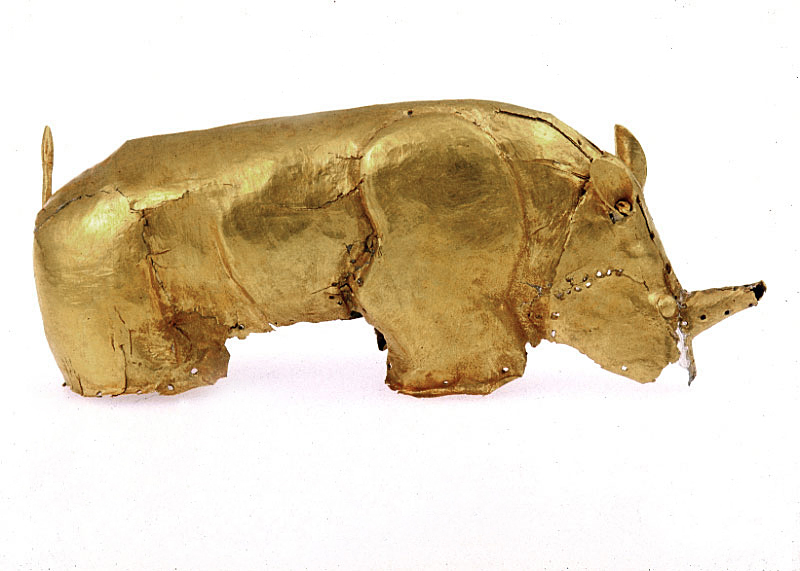
Rhinocéros d'or de Mapungubwe

Dès 1930, le théoricien allemand Carl Einstein prévenait de la nécessité de différencier les « styles » de leurs attributions culturelles : « Il nous semble que la classification en zones (sic.) de cultures est insuffisante, étant donné que les différentes couches culturelles et ethniques de l'Afrique se superposent et se croisent. La culture africaine n'est pas assez simple pour que ce schéma puisse lui suffire. » Cette grille prédéfinie, fondée sur une adéquation entre « style » / culture et ethnie, a, cependant, marqué définitivement le champ de l'histoire occidentale des arts de l'Afrique. Bien que de nombreux chercheurs, depuis plus de trente ans, ont essayé de repenser le problème, les arts africains sont encore classés, étudiés, exposés, vendus et collectionnés selon cette approche. En 2018, l'exposition Les forêts natales : Arts d'Afrique équatoriale atlantique, fait usage de l'expression « groupes culturels ».
La question de l'évolution des cultures traditionnelles dans le monde actuel peut se poser aussi. Pour ne prendre qu'un exemple, les rites d'initiation traditionnellement pratiqués dans le bassin du Congo nécessitaient la réalisation de nombreux objets ayant une qualité artistique reconnue. Or la majorité de ces rituels de passage y ont aujourd'hui disparu, remplacés par des festivités et des sorties de masques ayant un but plus touristique que social. Ceci ne joue pas nécessairement sur la qualité artistique de tout ce qui est produit actuellement, et sans pour autant relever de l'art moderne non plus, mais plutôt de nouvelles variantes de l'art traditionnel.
Il ne faudrait pas considérer la liste qui suit comme une classification rigide de styles fermés et stables, avec des peuples immobiles. Afin de répondre à la diversité des styles et de leurs mutations, aux déplacements et immigrations, plusieurs méthodes ont été proposées. Ainsi, récemment, Louis Perrois a élaboré le concept « de cœur et de périphérie de complexes stylistiques » ; ces « périphéries » témoignant de probables emprunts à un ou des styles voisins.
La culture africaine est aujourd'hui une source intarissable de vestiges et créativité en art. Revendre cette culture artistique est une source de revenu pour l'économie d'Afrique  noire.
Liste partielle des cultures africaines (groupes culturels et sous-groupes), par ordre alphabétique :
- Culture anang, sous-groupe ibibio (Nigeria), masques.
- Culture ashanti, achanti, asante (Ghana), statuettes, poupées Akua'mma[93].
- Culture bafo, fo (ouest du Cameroun), statuettes.
- Culture baga (Guinée) / Guinée-Bissao), statuettes, masque d'épaule Nimba (déesse de la fécondité).
- Culture balumbu, baloumbou, balumbo, balumbu, loumbou, lumbo, lumbu1 (sud et sud-ouest du Gabon), statuettes.
- Culture bambara, bamana (Mali), statuettes fétiches, masques "ntomo" (multi-cornes ou multi-tresses), figurines en fer forgé, serrures de greniers et statues.
- Culture bamiléké (Cameroun)
- Culture bamoun, bamileke, mbalekeo, mileke (Cameroun), statuettes, masques.
- Culture bangwa (Cameroun)
- Culture bali (Cameroun)
- Culture bakweri (Cameroun)
- Culture baoulé (Côte d'Ivoire), statuettes fétiches, masques, frondes, métiers à tisser, volets de case.
- Culture bassa (Liberia), statuettes, masques.
- Culture bemba, awemba, ayemba, babemba, wabemba, wemba (Zambie / République démocratique du Congo), statuettes, masques.
- Culture bete (sud-ouest Côte d'Ivoire), statuettes, masques.
- Culture beti (Cameroun)
- Culture bijago, anaki, bidjogo, Bissagà (Guinée-Bissau), statuettes, têtes d'animaux.
- Culture biombo (République démocratique du Congo), masques.
- Culture boa, ababoa (République démocratique du Congo), masques.
- Culture bobo, bobo-fing, bobo-oulé, boua, bouaba (Burkina Faso / Mali), statuettes et têtes d'animaux, cimaises.
- Culture boki (Nigeria), cimiers.
- Culture boyo babuye, basikasingo, buye, wabuye (République démocratique du Congo), statuettes.
- Culture diola sud du Sénégal (Casamance), masques à l'image du bœuf ("Ejumba" ou "Ejumbi"), masques "corne" et "gorguy"
- Culture douala (Cameroun)
- Culture chamba, camba, tchamba, washamba (Cameroun / Nigeria), statuettes.
- Culture dan, geh, gio, grebo, wé, yacouba (Côte d'Ivoire, Liberia, Guinée), statuettes, cuillères, masques dit "moqueur" (Déanglé)
- Culture djimini (Côte d'Ivoire), masques.
- Culture dogon, habbe, kado, kibisi, tombo (Mali), statuettes fétiches, tabourets, échelles de grenier, portes.
- Culture douma, adouma, badouma (Gabon, région de l'Ogooué), masques multicolores.
- Culture dowayo du Cameroun, statuettes.
- Culture ejaghem, ekoi (Nigeria / Cameroun), statuettes, têtes.
- Culture eket, sous-groupe ibibio (Nigeria), statuettes.
- Culture ewe, krepi, etc. (Togo / Ghana), statuettes.
- Culture fang, mpangwe, pahouin, pamue (Gabon / Cameroum, Guinée équatoriale), byeri, reliquaires, armes de jet.
- Culture fanti, agona (Ghana), statuettes.
- Culture goma, homa (Ghana), statuettes.
- Culture gouro, gwio, kweni, lo, lorube (Côte d'Ivoire), masques flali, gu, zamble, zauli ; masques à sept cornes[94].
- Culture gourounsi, grushi, jaman (Burkina Faso, Ghana), têtes.
- Culture grebo, sous-groupe dan (Liberia), masques.
- Culture guéré, sous-groupe wé
- Culture hemba (République démocratique du Congo), statuettes, têtes.
- Culture ibedji yorouba (Nigeria), statuettes fétiches, coupes.
- Culture ibibio (Nigeria), têtes.
- Culture ife (Nigeria), têtes de souverain, masques de bronze, reliefs.
- Culture igbo (sud-ouest du Nigeria), statuettes, masques, têtes.
- Culture idoma (Nigeria), statuettes, masques.
- Culture ijo (Nigeria), statuettes.
- Culture kirdi (Cameroun), boucliers.
- Culture kissi (Guinée et Sierra Leone), statuettes.
- Culture koma, mossi, lobi (Ghana), masques.
- Culture kongo, bakongo, bashikongo, kakong (République démocratique du Congo / Angola / Congo-Brazzaville), statuettes
- Culture konso (Éthiopie), Waka, stèles funéraires de bois sculpté.
- Culture koro (Nigeria), statuettes féminines.
- Culture kota, akota, bakota (est du Gabon), statuettes, reliquaires, armes de cérémonie.
- Culture kouba, bakouba, bushongo (centre de la République démocratique du Congo), masques, têtes, tapisseries, appuie-nuques et cuillères sculptées.
- Culture koulango, pakala (nord-ouest de la Côte d'Ivoire), statuettes.
- Culture kouroumba, fulse (nord du Burkina Faso), têtes d'animaux.
- Culture kusu, bakousou (sud-ouest de la République démocratique du Congo), statuettes.
- Culture kwele, bakwele, bekwil, ebaa, kouele (Cameroun / Gabon / Congo-Brazzaville), masques ekuk, anthropomorphes dit "pibibuzé" et zoomorphes.
- Culture kwese, masques.
- Culture landoma, landouman (Guinée), masques d'animaux.
- Culture lega, balega, rega, walega, warega (est de la République démocratique du Congo), statuettes, masques simples, janiformes ou tricéphales.
- Culture lele, bashileele, bashilyeel, leele, shilele, sous-groupe kouba (République démocratique du Congo), masques.
- Culture lengola, balengola, mbole, metoko, yela (République démocratique du Congo), statues.
- Culture ligbi (Côte d'Ivoire et Ghana), masques kpelie et yangaleye
- Culture lobi (Burkina Faso / Côte d'Ivoire / Ghana), statuettes fétiches, sculptures sacrificielles bicéphales.
- Culture loma ou toma (Guinée / Liberia / Guinée-Bissau), masque minimaliste
- Culture luba, balouba, kalouba, urouwa, walouba, waroua (sud-est de la République démocratique du Congo, Kasaï), statuettes, masques (masques kifwebe)[95], peignes.
- Culture lula (République démocratique du Congo), masques.
- Culture luluwa, bashilange, bena lulua, bena luluwa, bena moyo, luluwa, shilange (République démocratique du Congo), statuettes, masques.
- Culture lwalwa, balualua, balwalwa, lwalu (République démocratique du Congo / Angola), statuettes, masques.
- Culture lwena, aluena, lovale, lurale, wena (République démocratique du Congo / Zambie), statuettes, masques, peignes.
- Culture maasaï, masaï (Kenya / Tanzanie), lances.
- Culture mahongwé, hongwe (Gabon), reliquaires.
- Culture makondé (sud-est de la Tanzanie / nord-est du Mozambique), « masque de ventre » féminin porté par les danseurs masculins.
- Culture malinké, wangara, wasulunka (Mali / Guinée / Côte d'Ivoire / Sénégal), masques.
- Culture mama, katana (nord du Nigeria), têtes d'animaux.
- Culture mambila, katana (Cameroun / Nigeria), statuettes.
- Culture mangbetu, guruguru, mangutu, monbouttous, mongbutu, ngbetu (Cameroun / Nigeria), statuettes.
- Culture mano (Liberia / sud de la Guinée), masques.
- Culture marka, warka (Mali / Burkina Faso), sous-groupe Mandé, masques.
- Culture mau (Côte d'Ivoire), sous-groupe Mandé, masques.
- Culture mbagani (est de la République démocratique du Congo), sous-groupe Mpasu, statuettes, masques.
- Culture mbete, ambete, mbede (République démocratique du Congo / est du Gabon), statuettes, vases.
- Culture mbuun
- Culture moba (Togo), statuettes.
- Culture mossi (Burkina Faso)
- Culture ndengese, bonkese, dekese, ndengese (République démocratique du Congo), statuettes.
- Culture nkisi (République démocratique du Congo), statuettes fétiches à clous.
- Culture nok (Nigeria), têtes.
- Culture nyamwézi (Tanzanie)
- Culture peul (Guinée, Guinée-Bissau, Sénégal, Gambie, Côte d'Ivoire, Mali, Mauritanie, Cameroun, Niger, Tchad, Nigeria)
- Culture punu (Nigeria, Gabon, Congo), masque Mukudji (cérémonie de l'Okuyi rite de passage)
- Culture pygmée, pongos (pagnes d'écorces battue aux dessins compliqués, rythmés et fantasques).
- Culture sawa (Cameroun)
- Culture sénoufo (Côte d'Ivoire, Mali), statuettes fétiches, ses sièges, masques à double visage (N'Gambele)
- Culture songye[96] (République démocratique du Congo), statuettes fétiches, masques (kifwebe)[95] et ses boucliers.
- Culture soninké (Mali, Mauritanie, Sénégal, Gambie, Guinée, Guinée-Bissau)
- Culture toma ou loma (Guinée / Liberia / Guinée-Bissau), masque minimaliste
- Culture toupouri (Cameroun)
- Culture tschokwé ou jokwe, sous-groupe chokwe (Angola / République démocratique du Congo / Zambie), statuettes, masques, sièges, sceptres.
- Culture tsogho (Gabon), masques.)
- Culture turkana (Kenya)
- Culture vili (république du Congo, Gabon, république démocratique du Congo, nord de l'Angola (Cabinda)); Nkisi-Nkondi.
- Culture we, nguere wobo, kran (Côte d'Ivoire / Liberia), masques
- Culture wolof, (principalement au Sénégal), masques semainiers
- Culture yaka (Congo), frises de scarifications.

## Musées et fondations
En Afrique
- Gold of Africa Museum (Afrique du Sud).
- Albany Museum (Afrique de Sud).
- The Natal Museum (Afrique du Sud).
- Iziko Museums of Cape Town (Afrique du Sud).
- Musée "Dundo Chitato" (Angola).
- Musée historique d'Abomey (Bénin)
- Musée du Palais royal de Porto Novo (Bénin).
- Fondation Zinsou (Bénin)
- Musée de Manéga, musée de la Bendrologie (Burkina Faso)
- Musée de la Chefferie Bafut (Cameroun) : masques, armes de combat, instruments de musique, costumes de cérémonies.
- Musée du Sultanat de Foumban, capitale du pays bamoun (Cameroun) : plus de 3 000 objets dont certains vieux de plus de six cents ans.
- Musée égyptien du Caire (Égypte)
- Musée de la culture Konso (sud-ouest de l'Éthiopie) : Waka, stèles funéraires de bois sculpté, placées sur les tombes des chefs.
- Musée national de Nairobi (Kenya)
- Musée national du Mali
- Musée des Arts marocains de Tanger, "Dar el Mekhzen" (Maroc).
- Musée national Boubou-Hama (Niamey, Niger)
- Musée Théodore Monod d'Art africain (Dakar, Sénégal)
- Nouveau musée Mâ Loango de Diosso (République du Congo)
- The Sukuma Museum (Tanzanie).
- Mahicao, musée d'art et d'histoire des cultures de l'Afrique de l'ouest, à Djilor (Sine Saloum, Sénégal)

Hors Afrique
- France : Collections africaines dans les musées français, dont Musée du quai Branly
- Belgique : Musée royal de l'Afrique centrale (Tervuren) ; Musée africain de Namur
- Royaume-Uni : Pitt Rivers Museum (Université d'Oxford)
- États-Unis : National Museum of African Art (Washington) ; Museum for African Art (New York)

## Le marché
Tout ce qui venait d'Afrique a longtemps été l'objet de curiosité, de la part des occidentaux. En sont témoins, au départ, les cabinets de curiosités, au XVe siècle, puis les premiers musées d'ethnographie, fin XIXe siècle. Le premier marchand à vendre l'art africain parmi d'autres œuvres d'art reconnues comme telles est Joseph Brummer dès 1909. Le premier musée d'art à exposer des objets africains est le Folkwangmuseum à Hagen, à l'initiative de Karl Ernst Osthaus en 1912, en suivant les préceptes du Gesamtkunstwerk et après avoir justement effectué ses premiers achats auprès de Joseph Brummer. C'est aussi en 1912 que la Maison Brummer achète à la plus grande société spécialisée dans le commerce des objets destinés aux amateurs de curiosités et aux musées d'ethnologie ; le lot, identifié comme représentant de manière satisfaisante un groupe culturel, est vendu par cette société au marchand d'art, lequel traite alors chaque pièce isolément. Chaque objet est photographié sous son meilleur angle et vendu séparément. Cette stratégie commerciale permet de dégager de larges bénéfices, avec un mouvement de bascule notable : les objets jusqu'alors considérés comme purement ethnographiques (vendus à un prix global, modeste) sont vendus comme œuvres d'art (à un prix très nettement plus élevé). Par ailleurs, l'objet n'est plus considéré comme représentatif d'un fait de société, mais sous l'angle de qualités esthétiques qui lui sont propres.
Les musées des beaux arts ayant longtemps négligé l'art africain, la plupart des chefs-d'œuvre sont entre les mains de collectionneurs privés et de marchands, dont certains ont réalisé depuis les années 1980 de véritables fortunes.

### La cote
Dans les années 1950, on pouvait trouver de nombreux objets au prix de 10 francs sur les marchés aux puces d'Europe. Les premiers objets à prendre de la valeur furent ceux du Bénin car ils étaient en bronze, puis vint la mode des objets à patine noire de Côte d'Ivoire, et ceux des Bakota du Gabon plaqués de cuivre et de laiton. Les grandes statues valaient plus cher que les petites, alors que le plus souvent en Afrique, si elles sont petites c'est pour pouvoir les cacher plus facilement car elles ont une importance particulière.
En 1983, un marchand parisien, Jean-Michel Huguenin, fait découvrir les sièges Sénoufo. En 1985, un autre marchand parisien, Réginald Groux, découvre les échelles de greniers Dogon — provenant de la falaise de Bandiagara — et Lobi dans la région de Mopti (Mali). Il acquiert un premier lot de cinquante, leur fait ajouter un socle et les vend dans sa galerie en faisant un joli profit. Au total il vendra plus de deux cents de ces objets bicentenaires. En 1990, un autre marchand parisien, Maine Durieux, fait découvrir les fers forgés des Bambaras (figurines de 10 cm). Toutefois, si certains objets atteignent depuis quelques années des cotes importantes pour des raisons largement spéculatives, la plupart restent à un prix très abordable (quelques dizaines ou centaines d'euros), même lorsqu'ils sont anciens.
Plusieurs raisons expliquent le coût très élevé des authentiques œuvres traditionnelles sacrées d'Afrique : d'une part la nature de leur esthétique d'art premier unique et hors-classe au regard de tous les autres concepts au travers de l'histoire de l'art, et d'autre part leur mode de conservation et l’environnement parfois très hostile dans lequel elles ont survécu alors que ces conditions n'auraient normalement pas permis aux œuvres de traverser les siècles. La destruction des masques et autres objets entourant le rituel a contribué à l'extrême rareté de ces œuvres traditionnelles ou sacrées de l'art africain sacré, les objets ayant très souvent été détruits par le feu une fois utilisés. La raréfaction s'est accrue en raison des conversions au monothéisme des peuples du continent africain, qu'il s'agisse de l’Islam ou de l’arrivée des missionnaires chrétiens en Afrique, ces conversions allant souvent conduire à la destruction quasi totale et définitive des fétiches rituels des temps passés. Cette extrême rareté et originalité font des œuvres rescapées de véritables trésors miraculeux de l'histoire humaine et notamment de sa croissance spirituelle et poétique. Un marché parallèle de faussaires a plusieurs fois vu le jour mais les acheteurs sont de mieux en mieux renseignés contre les contrefaçons et font procéder à des expertises préalables aux achats afin de vérifier qu'il s'agit d’œuvres authentiques, les plus rares découvertes appartenant actuellement à des musées.